# Danh sách quân chủ Sachsen
Dưới đây là danh sách các nhà cai trị vùng lãnh thổ Sachsen từ khi còn là một công quốc ở thế kỷ thứ 9 cho đến khi chế độ quân chủ của người Đức kết thúc vào năm 1918, bao gồm các tước vị công tước, tuyển hầu cũng như là quốc vương sau này.
Các quân chủ Sachsen kể từ Tuyển hầu Johann Cương quyết (Johann der Beständige) đều theo đạo Luther. Đến thời August Mạnh mẽ (August der Starke) hay Tuyển hầu Friedrich August I, vì để được bầu làm Vua của Ba Lan và Đại vương công của Lietuva, ông đã cải đạo sang Công giáo. Từ đó, các hậu dệ của ông, bao gồm các vị vua của Sachsen, đều theo Công giáo.

## Thủ lĩnh các bộ tộc Sachsen cổ
Vùng lãnh thổ các bộ tộc Sachsen cổ ban đầu bao gồm các vùng đất của người Sachsen ở phía Tây Bắc nước Đức ngày nay, gần tương ứng với lãnh thổ của bang Niedersachsen, các vùng Westfalen và Tây Sachsen-Anhalt. Chúng hoàn toàn không tương ứng với lãnh thổ của bang Sachsen hiện đại.
Khi người Frank trỗi dậy, hình thành nên Đế quốc Frank, đã liên tục chinh phạt các bộ tộc xung quanh để mở rộng lãnh thổ, trong có cả người Sachsen. Quá trình này hầu như được hoàn thành dưới thời của Charlemagne, khi mà lãnh thổ các bộ tộc Sachsen hầu như đã nằm trọn trong lòng Đế chế Caroling.

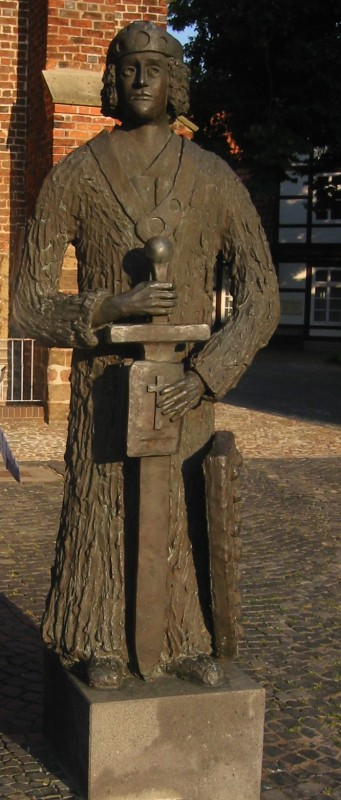
Widukind, dux Saxonum.

Trong các nguồn tài liệc về các bộ tộc Sachsen, rải rác một số nhân vật được ghi nhận như là một thủ lĩnh của liên minh các bộ tộc người Sachsen như:
- Hadugato (hay Hathagat; ?-531), người lãnh đạo các bộ tộc Sachsen giành chiến thắng trước người Thuringi (hay Tueringi hoặc Thoringi) trong trận chiến Burgscheidungen.[1]
- Berthoald (?-622), thủ lĩnh người Sachsen chư hầu dưới thời trị vì của các vị vua người Frank Chlothar II và Dagobert I, từng lãnh đạo người Sachsen nổi dậy chống lại sự cai trị của Vương triều Meroving nhưng thất bại.[2]
- Theoderic (còn được viết là Theodric, Diederik, Didrik hay Dietrich; m. 743–744), thủ lĩnh người Sachsen chống lại sự xâm lược của các lãnh chúa Frank là Pépin Lùn và Carloman.

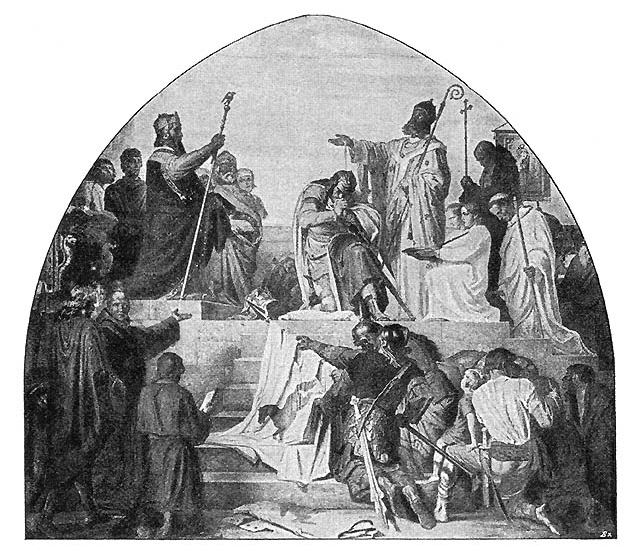
Bức bích họa thế kỷ 19: Lễ rửa tội của Widukind (và Albion)

- Widukind (còn gọi là Wittekind hay Weking; m. 777–810), thủ lĩnh người Sachsen đầu tiên được ghi nhận với danh hiệu dux Saxonum,[3] từng lãnh đạo người Sachsen chống lại sự cai trị của Vương triều Caroling nhưng thất bại và bị buộc cải sang đạo Công giáo.
- Albion (còn được viết là Abbion, hay rút gọn thành Abbio hoặc Abbi; m. 785–811), một thủ lĩnh người Sachsen, hợp tác với Widukind để chống lại người Frank. Cũng như Widukind, sau khi đầu hàng người Frank, ông cũng bị buộc cải sang đạo Công giáo.[4]

Đến cuối thế kỷ IX, tiếp theo quá trình tan rã của Đế quốc Frank, các vua Đông Frank cũng mất dần quyền lực vào tay các thủ lĩnh địa phương (dux), dẫn đến sự hình thành các công quốc gốc, trong đó có Công quốc Sachsen.

## Công tước xứ Sachsen

### Thời kỳ Công quốc bộ lạc mới

Quốc huy cũ của người Sachsen, nay là bang huy của các bang Niedersachsen và Westphalia.

| Tên (Sinh – mất)                                                                | Chân dung             | Thời gian cai trị                             | Kết hôn |
| Nhà Otto/Liudolfinger                                                           | Nhà Otto/Liudolfinger | Nhà Otto/Liudolfinger                         | Nhà Otto/Liudolfinger |
| ------------------------------------------------------------------------------- | --------------------- | --------------------------------------------- | --- |
| Liudolf I (? – 11/12 tháng 3 năm 864/866)                                       | không khung           | 844/850 – 11/12 tháng 3 năm 864/866           | Oda xứ Billung c. 830 Ít nhất 8 người con                                                                                        |
| Brun (c. 830/840 – 2 tháng 2 năm 880)                                           | không khung           | 11/12 tháng 3 năm 864/866 – 2 tháng 2 năm 880 | Không kết hôn (?) |
| Otto I (c. 830/840 – 30 tháng 11 năm 912)                                       | không khung           | 2 tháng 2 năm 880 – 30 tháng 11 năm 912       | Hedwig xứ Babenberg c. 873 4 người con                                                                                           |
| Heinrich I (c. 876 – 2 tháng 7 năm 936)                                         | không khung           | 30 tháng 11 năm 912 – 2 tháng 7 năm 936       | Hatheburg xứ Merseburg 906 1 người con Matilda xứ Ringelheim 909 5 người con                                                     |
| Otto II (23 tháng 11 năm 912 – 7 tháng 5 năm 973)                               | không khung           | 2 tháng 7 năm 936 – 7 tháng 5 năm 973         | Eadgyth của Anh 930 2 người con Adelaide của Ý trước 27 tháng 6 năm 947 4 người con                                              |
| Nhà Billung                                                                     |                       |                                               | |
| Hermann (900/912 – 27 tháng 3 năm 973)                                          | không khung           | 961 – 27 tháng 3 năm 973 (Phó Công tước)      | Oda xứ Sachsen Khoảng đầu/giữa thế kỷ thứ 10 Ít nhất 4 người con Mathilde xứ Lorraine Không rõ thời gian kết hôn 1 người con (?) |
| Bernhard I (c. 950 – 9 tháng 2 năm 1011)                                        | không khung           | 27 tháng 3 năm 973 – 9 tháng 2 năm 1011       | Hildegard xứ Stade 990 Ít nhất 4 người con                                                                                       |
| Bernhard II (c. 995 – 29 tháng 6 năm 1059)                                      | không khung           | 9 tháng 2 năm 1011 – 29 tháng 6 năm 1059      | Eilika xứ Schweinfurt Không rõ thời gian kết hôn 5 người con                                                                     |
| Ordulf (c. 1022 – 28 tháng 3 năm 1072)                                          | không khung           | 29 tháng 6 năm 1059 – 28 tháng 3 năm 1072     | Ulvhild của Na Uy 1042 1 người con Gertrude xứ Haldensleben Không rõ thời gian kết hôn 1 người con                               |
| Magnus (c. 1045 – 23 tháng 8 năm 1106)                                          | không khung           | 28 tháng 3 năm 1072 – 23 tháng 8 năm 1106     | Zsófia của Hungary Sau năm 1070 2 người con                                                                                      |
| Nhà Supplinburg                                                                 |                       |                                               | |
| Lothair I (1075 – 4 tháng 12 năm 1137)                                          | không khung           | 1106 – 4 tháng 12 năm 1137                    | Richenza xứ Northeim c. 1107 1 người con                                                                                         |
| Otto, Bá tước xứ Ballenstedt (c. 1070 – 9 tháng 2 năm 1123) (Công tước đối lập) |                       | 1112                                          | Eilika xứ Sachsen c. 1084 2 người con                                                                                            |
| Hoyer I, Bá tước xứ Mansfeld (? – 11 tháng 2 năm 1115) (Công tước đối lập)      |                       | 1115                                          | Không rõ thông tin hôn nhân Có ít nhất 1 người con hợp pháp                                                                      |
| Nhà Welf                                                                        |                       |                                               | |
| Heinrich II (c. 1108 – 20 tháng 10 năm 1139)                                    | không khung           | 4 tháng 12 năm 1137 – 20 tháng 10 năm 1139    | Gertrud xứ Süpplingenburg c. 1126 1 người con                                                                                    |
| Nhà Askanier                                                                    |                       |                                               | |
| Albrecht Gấu (c. 1100 – 18 tháng 11 năm 1170                                    | không khung           | 20 tháng 10 năm 1139 – 1142                   | Sophie xứ Winzenburg 1124 13 người con                                                                                           |
| Nhà Welf                                                                        |                       |                                               | |
| Heinrich III (c.1129/1130 hoặc 1133/1135 – 6 tháng 8 năm 1195)                  | không khung           | 1142 – 1180                                   | Clementia xứ Zähringen 1147 Ít nhất 3 người con Matilda của Anh 1 tháng 2 năm 1168 Ít nhất 5 người con                           |

Sau khi nhà Welfs để mất sự thống trị của mình đối với công quốc Sachsen vào năm 1180, lãnh thổ của công quốc này bị thu hẹp rất nhiều. Chỉ còn Công quốc Braunschweig nằm trong tay nhà Welf, trong khi đó các giám mục thành Köln có trong tay vùng Westphalia. Các công tước nhà Askanier di chuyển dần các vùng đất mà mình cai trị về phía Đông, gần sông Elbe. Vúng đất này thi thoảng đựoc gọi với cái tên Tân Công quốc Sachsen, kết quả của viêc dời đất Sachsen về phía Đông.

Quốc huy Sachsen kể từ khi nhà Askanier trở thành công tước Sachsen năm 1180.

Vào thê kỷ thứ 10, Hoàng đế Otto I thành lập nên Hành cung Bá quốc xứ Sachsen trên cơ sở vùng Saale-Unstrut ở miền Nam xứ Sachsen. Những người cai trị vùng đất đầu tiên là các bá tước xứ Hessengau, rồi đến các bá tước xứ Goseck, Sommerschenburg, tiếp theo nữa là các landgraf (Phương Bá tước) xứ Thüringen. Khi các landgraf nhà Wettin lên kế vị Tuyển hầu quốc Sachsen thì hai vùng đất trên sát nhập trở lại.

## Tân Sachsen: Công quốc và Tuyển hầu quốc
Các công tước mới của Công quốc thay biểu tượng hình con ngựa cũ đang được sử dụng trên quốc huy Sachsen () bằng các hình ảnh và biểu tượng khác mang màu sắc của nhà Askanier (), thêm vào một đường cong chéo góc crancelin (mang hình cây hoa vân hương - biểu tượng của tước hiệu công tước Sachsen) lên làm quốc huy mới của nhà nước Sachsen (). Gia tộc Wettin kế thừa gia tộc Askanier tiếp tục sử dụng huy hiệu này.
Sau sự phân chia lãnh thổ Sachsen, số hiệu của các công tước được tính lại từ đầu (ngoại trừ công tước đầu tiên là Bernhard III tiếp tục đánh số theo hai công tước Sachsen trước đó có cùng tên cai trị xứ Sachsen cai trị trước năm 1180). Giả dụ như công tước kế nhiệm Bernhard III là Albrecht I được đánh số thứ tự là 1, mặc dù trước năm 1180 cũng đã có người tên Albrecht (cũng thuộc nhà Askanier) đã cai trị công quốc này.

### Nhà Askanier

#### Sự phân chia Sachsen dưới thời nhà Askanier.
| Công quốc Sachsen (1180–1296)                 |                                              |                                                  |                                                   |                                                   |
| Công quốc Sachsen-Wittenberg (1296–1356)      | Cồng quốc Sachsen-Lauenburg (1296–1303)      | Cồng quốc Sachsen-Lauenburg (1296–1303)          | Cồng quốc Sachsen-Lauenburg (1296–1303)           | Cồng quốc Sachsen-Lauenburg (1296–1303)           |
| Công quốc Sachsen-Wittenberg (1296–1356)      | Công quốc Sachsen-Mölln (1303–1315)          | Công quốc Sachsen-Bergdorf-Lauenburg (1303–1315) | Công quốc Sachsen-Bergdorf-Lauenburg (1303–1315)  | Công quốc Sachsen-Ratzeburg (1303–1315)           |
| Công quốc Sachsen-Wittenberg (1296–1356)      | Công quốc Sachsen-Bergdorf-Mölln (1315–1356) | Công quốc Sachsen-Bergdorf-Mölln (1315–1356)     | Công quốc Sachsen-Ratzeburg-Lauenburg (1315–1356) | Công quốc Sachsen-Ratzeburg-Lauenburg (1315–1356) |
| Tuyển hầu quốc Sachsen-Wittenberg (1356–1422) | Công quốc Sachsen-Bergdorf-Mölln (1315–1356) | Công quốc Sachsen-Bergdorf-Mölln (1315–1356)     | Công quốc Sachsen-Ratzeburg-Lauenburg (1315–1356) | Công quốc Sachsen-Ratzeburg-Lauenburg (1315–1356) |
| Công quốc Sachsen-Lauenburg (1401–1689)       |                                              |                                                  |                                                   |                                                   |

#### Danh sách
| Tên (Sinh – mất) | Chân dung   | Thời gian cai trị                                | Vùng cai trị                                  | Kết hôn | Chú thích |
| --- | ----------- | ------------------------------------------------ | --------------------------------------------- | --- | --- |
| Bernard III (c. 1140 – 2 tháng 2 năm 1212) | không khung | 13 tháng 4 năm 1180 – 2 tháng 2 năm 1212         | Sachsen                                       | Brigitte của Đan Mạch 5 người con Sophie xứ Thuringia 1 người con Judytą của Đại Ba Lan 1 người con                                                                             | |
| Albrecht I (c. 1175 – 7 tháng 10 năm 1260) | không khung | 2 tháng 2 năm 1212 – 7 tháng 10 năm 1260         | Sachsen                                       | Agnes của Áo 1222 5 người con Agnes xứ Thüringen 1238 2 người con Helene xứ Braunschweig 1247 5 người con                                                                       | |
| Albrecht II (c. 1250 – 25 tháng 8 năm 1298) | không khung | 7 tháng 10 năm 1260 – 1296                       | Sachsen                                       | Agnes của Áo 24 tháng 10 năm 1273 6 người con | Albrecht II đồng cai trị cùng Johann I cho đến năm 1282, khi Johann thoái vị; sau đó Albrecht II tiếp tục cai trị cùng các con của Johann I cho đến năm 1296. |
| Johann I (1249 – 30 tháng 7 năm 1285) |             | 7 tháng 10 năm 1260 – 1282                       | Sachsen                                       | Ingeborg Birgersdotter xứ Bjälboätten 1270 8 người con | Albrecht II đồng cai trị cùng Johann I cho đến năm 1282, khi Johann thoái vị; sau đó Albrecht II tiếp tục cai trị cùng các con của Johann I cho đến năm 1296. |
| Johann II (c. 1275 – 22 tháng 4 năm 1322) | không khung | 1282 – 1296                                      | Sachsen                                       | Elizabeth xứ Holstein -Rendsburg c. 1315 1 người con | Albrecht II đồng cai trị cùng Johann I cho đến năm 1282, khi Johann thoái vị; sau đó Albrecht II tiếp tục cai trị cùng các con của Johann I cho đến năm 1296. |
| Erich I (c. 1280 – 1360) | không khung | 1282 – 1296                                      | Sachsen                                       | Elisabeth xứ Pommern 1316/1318 (?) 3 người con | Albrecht II đồng cai trị cùng Johann I cho đến năm 1282, khi Johann thoái vị; sau đó Albrecht II tiếp tục cai trị cùng các con của Johann I cho đến năm 1296. |
| Albrecht III (1281 – 1308) |             | 1282 – 1296                                      | Sachsen                                       | Margaret xứ Brandenburg 1302 2 người con | Albrecht II đồng cai trị cùng Johann I cho đến năm 1282, khi Johann thoái vị; sau đó Albrecht II tiếp tục cai trị cùng các con của Johann I cho đến năm 1296. |
| Năm 1296, Albrecht II cùng các cháu của mình là Albrecht III, Erich I và Johann II chính thức chấm dứt việc đồng cai trị và chia lãnh thổ Sachsen ra thành hai phần tương ứng với hai nhánh cai trị: nhánh Lauenburg gồm Albrecht III, Erich I và Johann II tiếp tục đồng cai trị xứ Sachsen-Lauenburg cho đến năm 1303; nhánh Wittenberg với một mình Albrecht II cai trị xứ Sachsen-Wittenberg cho đến khi ông mất. Xung đột ở hai nhánh cũng nổ ra nhằm giành quyền tham gia bỏ phiếu bầu chọn cho tân Hoàng đế La Mã Thần thánh (tranh giành vị trí tuyển hầu tước), vốn được công nhận từ khi còn là Công quốc Sachsen thống nhất. Cho đến năm 1304, hai nhánh đều đứng về hai phe khác nhau trong quá trình bầu cử hai vòng nhằm lựa chọn hoàng đế. Đến sau cùng, các công tước xứ Sachsen-Wittenberg giành quyền bầu chọn thành công sau sự kiện ban hành Sắc chỉ Vàng vào tháng 1 năm 1536. Nhằm phân biệt các công tước đã giành được quyền bầu chọn Hoàng đế này so với các công tước xứ Sachsen khác, họ thường được gọi là các Tuyển hầu tước xứ Sachsen. |             |                                                  |                                               | | |
| Albrecht II (c. 1250 – 25 tháng 8 năm 1298) | không khung | 1296 – 25 tháng 8 năm 1298                       | Sachsen- Wittenberg                           | Agnes của Áo 24 tháng 10 năm 1273 6 người con | |
| Johann II (c. 1275 – 22 tháng 4 năm 1322) | không khung | 1296 – 1303                                      | Sachsen- Lauenburg                            | Elizabeth xứ Holstein -Rendsburg c. 1315 1 người con | Đồng cai trị đến năm 1303, sau đó 3 người này lại tiếp tục phân chia lãnh thổ giữa họ thêm một lần nữa. |
| Erich I (c. 1280 – 1360) | không khung | 1296 – 1303                                      | Sachsen- Lauenburg                            | Elisabeth xứ Pommern 1316/1318 (?) 3 người con | Đồng cai trị đến năm 1303, sau đó 3 người này lại tiếp tục phân chia lãnh thổ giữa họ thêm một lần nữa. |
| Albrecht III (1281 – 1308) |             | 1296 – 1303                                      | Sachsen- Lauenburg                            | Margaret xứ Brandenburg 1302 2 người con | Đồng cai trị đến năm 1303, sau đó 3 người này lại tiếp tục phân chia lãnh thổ giữa họ thêm một lần nữa. |
| Rudolf I (c. 1284 – 12 tháng 3 năm 1356) | không khung | 25 tháng 8 năm 1298 – 10 tháng 1 năm 1356        | Sachsen- Wittenberg                           | Jutta xứ Brandenburg 1298 8 người con Kunegunda của Ba Lan 28 tháng 8 năm 1328 1 người con Agnes nhà Lindow -Ruppin 1333 3 người con                                            | Ông được chọn làm Tuyển hầu tước xứ Sachsen sau khi Sắc chỉ Vàng được ban hành vào tháng 1 năm 1358. Từ đó trở đi các công tước xứ Sachsen-Wittenberg được cho là Tuyển hầu tước xứ xứ Sachsen |
| Johann II (c. 1275 – 22 tháng 4 năm 1322) | không khung | 1303 – 1 tháng 5 năm 1315                        | Sachsen- Mölln                                | Elizabeth xứ Holstein - Rendsburg c. 1315 1 người con | Đồng cai trị đến năm 1315, sau đó 2 người này tái ký kết hiệp định nhằm phân chia lại lãnh thổ giữa họ. |
| Erich I (c. 1280 – 1360) | không khung | 1303 – 1 tháng 5 năm 1315                        | Sachsen- Bergdorf                             | Elisabeth xứ Pommern 1316/1318 (?) 3 người con | Đồng cai trị đến năm 1315, sau đó 2 người này tái ký kết hiệp định nhằm phân chia lại lãnh thổ giữa họ. |
| Albrecht III (1281 – 1308) |             | 1303 – 1308                                      | Sachsen- Ratzeburg                            | Margaret xứ Brandenburg 1302 2 người con | |
| Margareta xứ Brandenburg-Salzwedel (c. 1270 – 1 tháng 5 năm 1315) |             | 1308 – 1 tháng 5 năm 1315                        | Sachsen- Ratzeburg                            | Przemysł II của Ba Lan c. Tháng 4 năm 1239 Ít nhất 5 người con Albrecht III 1302 2 người con                                                                                    | Sau khi bà mất thì hai người anh em còn sống của Albrecht III tái phân chia lại lãnh thổ bằng việc ký kết một hiệp định mới. |
| Năm 1315, sau khi Margaret xứ Brandenburg mất, những người anh em còn sống của Albrecht III là Johann II và Erich I tái phân chia lãnh thổ toàn bộ vùng Sachsen cũ: Erich được giữ phần đất của Margaret, nhưng phải nhượng lại phần lãnh thổ mà ông đang cai trị cho anh trai của mình. Như vậy, Johann cai trị xứ Sachsen-Bergdorf-Mölln, còn đối với Erich là xứ Sachsen-Ratzeburg-Lauenburg. |             |                                                  |                                               | | |
| Johann II (c. 1275 – 22 tháng 4 năm 1322) | không khung | 1 tháng 5 năm 1315 – 22 tháng 4 năm 1322         | Sachsen- Bergedorf- Mölln                     | Elizabeth xứ Holstein -Rendsburg c. 1315 1 người con | |
| Erich I (c. 1280 – 1360) | không khung | 1 tháng 5 năm 1315 – 1338                        | Sachsen- Ratzeburg- Lauenburg                 | Elisabeth xứ Pommern 1316/1318 (?) 3 người con | Thoái vị năm 1338. Con ông sau đó kế nhiệm ông cai trị. |
| Elizabeth xứ Holstein -Rendsburg (nhiếp chính) (c. 1300 – trước 1340) | không khung | 1322 – 1330                                      | Sachsen- Bergedorf- Mölln                     | Johann II c. 1315 1 người con Erik Christoffersen của Đan Mạch 1330 Không có con                                                                                                | Nhiếp chính cho Albrecht IV cho đến năm 1330. |
| Albrecht IV (1315 – 1343) |             | 22 tháng 4 năm 1322 – 1343                       | Sachsen- Bergedorf- Mölln                     | Beata xứ Schwerin c. 1315 1 người con Sophie xứ Ziegenhain 1330 Không có con | |
| Erich II (1318/1320 – 1368) |             | 1338 – 1368                                      | Sachsen- Ratzeburg- Lauenburg                 | Agnes xứ Holstein Giữa 1342 và 1349 4 người con | |
| Johann III (c. 1335 – 1356) |             | 1343 – 1356                                      | Sachsen- Bergedorf- Mölln                     | Không kết hôn | |
| Albrecht V (c. 1335 – 1370) |             | 1356 – 1370                                      | Sachsen- Bergedorf- Mölln                     | Katherina xứ Werle -Güstrow 25 tháng 1 năm 1366 Không có con | |
| Sắc chỉ Vàng năm 1356 xác nhận quyền được tham gia bầu chọn Hoàng đế La Mã Thần thánh cho công tước xứ Sachsen thuộc nhánh Sachsen-Wittenberg |             |                                                  |                                               | | |
| Rudolf I (c. 1284 – 12 tháng 3 năm 1356) | không khung | 10 tháng 1 năm 1356 – 12 tháng 3 năm 1356        | Sachsen- Wittenberg và Tuyển hầu quốc Sachsen | Jutta xứ Brandenburg 1298 8 người con Kunegunda của Ba Lan 28 tháng 8 năm 1328 1 người con Agnes nhà Lindow -Ruppin 1333 3 người con                                            | Tháng 1 năm 1356 ông được công nhận là Tuyển hầu tước đầu tiên của xứ Sachsen. |
| Rudolf II Mù (c. 1307 – 6 tháng 12 năm 1370) | không khung | 12 tháng 3 năm 1356 – 6 tháng 12 năm 1370        | Sachsen- Wittenberg và Tuyển hầu quốc Sachsen | Elisabeth xứ Hessen 1336 1/2/3 người con Elisabeth nhà Lindow -Ruppin (?) 1 người con/ -Không có con                                                                            | Mất mà không có con kế thừa. |
| Erich III (1354 – 21 tháng 6 năm 1411/1412) |             | 1368 – 1401                                      | Sachsen- Ratzeburg- Lauenburg                 | Sophie xứ -Braunschweig -Lüneburg 8 tháng 4 năm 1373 10 người con | |
| Wenzel I (c. 1337 – 15 tháng 5 năm 1388) | không khung | 6 tháng 12 năm 1370 – 15 tháng 5 năm 1388        | Sachsen- Wittenberg và Tuyển hầu quốc Sachsen | Cecilia xứ Carrara 23 tháng 1 năm 1376 6 người con | Kế nhiệm anh trai Rudolf II không có con kế thừa. |
| Erich IV (giữa thập niên 1330 – 1401) |             | 1370 – 1401                                      | Sachsen- Bergedorf- Mölln                     | Không kết hôn | Định trở thành giáo sĩ nhưng cuối cùng phải từ nhiệm để lên kế thừa anh trai Erich III. Mất mà không có người kế thừa vị trí, do đó tạo điều kiện để nhánh Sachsen-Ratzeburg -Lauenburg tái thống nhất xứ Sachsen-Lauenburg. |
| Rudolf III (c. 1378 – 11 tháng 6 năm 1419) | không khung | 15 tháng 5 năm 1388 – 11 tháng 6 năm 1419        | Sachsen- Wittenberg và Tuyển hầu quốc Sachsen | Anna xứ Meißen 1387/1389 3 người con Barbara xứ Liegnitz 6 tháng 3 năm 1396 2 người con                                                                                         | Mất mà không có con kế thừa. Anh trai của ông là Albert IV lên nối ngôi. |
| Năm 1401, Sachsen-Ratzeburg-Lauenburg nhận đất Sachsen-Bergedorf-Mölln từ nhánh Đại Lauenburg của nhà Askaniersau khi Erich IV mất mà không có con nối ngôi. Công quốc Sachsen-Lauenburg tái thống nhất trở lại và tiếp tục duy trì tên cũ trước khi bị phân chia. |             |                                                  |                                               | | |
| Erich III (1354 – 21 tháng 6 năm 1411/1412) |             | 1401 – 21 tháng 6 năm 1411/1412                  | Sachsen- Lauenburg                            | Sophie xứ -Braunschweig -Lüneburg 8 tháng 4 năm 1373 10 người con | |
| Erich V (? – 1435/1436) |             | 1401 – 1435                                      | Sachsen- Lauenburg                            | Elisabeth xứ Holstein 1404 Không có con Elisabeth xứ Weinsberg Trước 1422 1 người con                                                                                           | Đồng cai trị. Có sự thiếu thống nhất khi đánh số thứ tự, khi không phải gia phả hệ nào cũng nhắc đến Johann IV trong danh sách công tước Sachsen-Lauenburg đánh số Johann V (con Johann IV) là Johann IV. |
| Johann IV (sau 1373 – 1414) |             | 1411/12 – 1414                                   | Sachsen- Lauenburg                            | Không kết hôn | Đồng cai trị. Có sự thiếu thống nhất khi đánh số thứ tự, khi không phải gia phả hệ nào cũng nhắc đến Johann IV trong danh sách công tước Sachsen-Lauenburg đánh số Johann V (con Johann IV) là Johann IV. |
| Albrecht IV (c. 1375/1380 – trước 12 tháng 11 năm 1422) | không khung | 11 tháng 6 năm 1419 – trước 12 tháng 11 năm 1422 | Sachsen- Wittenberg và Tuyển hầu quốc Sachsen | Euphemia xứ Oels 14 tháng 1 năm 1420 Không có con | Ông mất không có người thừa kế nam, điều này dẫn đến nhánh Askanier cai trị xứ Sachsen-Wittenberg tuyệt tự. |
| Nhà Askanier tiếp tục cai trị một phần đất Sachsen (Sachsen-Lauenburg) cho đến năm 1689. Trong khi đó nhánh này thất bại trong việc được công nhận tiếp tục giữ chức vụ Tuyển hầu tước mà nhà Askanier thuộc nhánh Sachsen-Wittenberg tuyệt tự để lại sau năm 1422. Dưới đây sẽ là danh sách những Công tước còn lại của nhà Askanier cai trị xứ Sachsen-Lauenburg. |             |                                                  |                                               | | |
| Bernard II (c. 1385/1392 – 16 tháng 7 năm 1463) |             | 1436 – 16 tháng 7 năm 1463                       | Sachsen- Lauenburg                            | Adelheid xứ Pomerania 2 tháng 2 năm 1429 2 người con | |
| Johann V (18 tháng 7 năm 1439 – 15 tháng 8 năm 1507) | không khung | 16 tháng 7 năm 1463 – 15 tháng 8 năm 1507        | Sachsen- Lauenburg                            | Dorothea xứ Brandenburg 12 tháng 2 năm 1464 12 người con | Đôi khi được gọi là Johann IV. Ông đôi khi bị nhầm lẫn với chú của mình là Johann V (anh em trai của Erich V và Bernard IV) và con trai riêng của ông là Johannes IV, Giám mục xứ Hildesheim. |
| Magnus I (1 tháng 1 năm 1470 – 1 tháng 8 năm 1543) | không khung | 15 tháng 8 năm 1507 – 1 tháng 8 năm 1543         | Sachsen- Lauenburg                            | Katharina xứ -Braunschweig -Wolfenbüttel 20 tháng 11 năm 1509 6 người con | |
| Franz I (1510 – 19 tháng 3 năm 1581) |             | 1 tháng 8 năm 1543 – mùa đông năm 1571           | Sachsen- Lauenburg                            | Sibylle xứ Sachsen 8 tháng 2 năm 1540 9 người con | Mùa đông năm 1571 ông thoái vị sau xung đột không thành với Magnus II, với lời hứa là ông này sẽ trả hết các khoản nợ của công quốc bằng số tiền mà ông có được khi làm sĩ quan quân đội Thụy Điển và tiền hồi môn khi cưới vương nữ Thụy Điển.                                                                                                 |
| Magnus II (1543 – 1 tháng 8 năm 1543) |             | Mùa đông năm 1571 – tháng 10 năm 1573            | Sachsen- Lauenburg                            | Sofia Wasa của Thụy Điển 4 tháng 7 năm 1568 1/2 người con | Con cả của Franz I. Xung đột quân sự với cha mình và lên nắm quyền sau đó với lời hứa là sẽ trả hết các khoản nợ .của công quốc. Ông sau đó bội ước và cha cùng anh trai ông tập hợp một đội quân và đánh bại ông, buộc ông sống lưu vong ở cả Thụy Điển lẫn Đan Mạch. Năm 1574 ông có dẫn quân tái chiếm xứ Sachsen -Lauenburg nhưng thất bại. |
| Franz I (1510 – 19 tháng 3 năm 1581) |             | Tháng 10 năm 1573 – 19 tháng 3 năm 1581          | Sachsen- Lauenburg                            | Sibylle xứ Sachsen 8 tháng 2 năm 1540 9 người con | Ông tái khôi phục tước vị năm 1573 sau khi đẩy lùi được Magnus II, đổi lại ông phải nhượng thêm đất địa hạt Steinhorst cho xứ Holstein-Gottorp. |
| Franz II (10 tháng 8 năm 1547 – 2 tháng 7 năm 1619) | không khung | 19 tháng 3 năm 1581 – 2 tháng 7 năm 1619         | Sachsen- Lauenburg                            | Margarete xứ Pomerania-Wolgast 26 tháng 12 năm 1574 4 người con Maria xứ -Braunschweig -Wolfenbüttel 10 tháng 11 năm 1582 14 người con                                          | Em trai Magnus II. Năm 1578 được phong làm đồng nhiếp chính, năm 1581 được phong làm người kế thừa duy nhất của cha mình. Đồng cai trị cùng Moritz từ năm 1581 cho đến khi ông này mất. |
| Moritz (10 tháng 8 năm 1547 – 2 tháng 12 năm 1612) |             | 19 tháng 3 năm 1581 – 2 tháng 12 năm 1612        | Sachsen- Lauenburg                            | Katharina xứ Spörcken 25 tháng 11 năm 1581 (Hủy hôn năm 1582) Không có con | Đồng cai trị cùng Franz II cho đến lúc ông mất. |
| August (17 tháng 2 năm 1577 – 18 tháng 1 năm 1656) | không khung | 2 tháng 7 năm 1619 – 18 tháng 1 năm 1656         | Sachsen- Lauenburg                            | Elisabeth Sophie xứ Schleswig-Holstein -Gottorp 5 tháng 3 năm 1621 6 người con Katharina xứ Oldenburg 4 tháng 6 năm 1633 Không có con                                           | Mất mà không có con thừa kế. Em trai cùng cha khác mẹ của ông là Julius Heinrich lên kế vị. |
| Julius Heinrich (9 tháng 4 năm 1586 – 20 tháng 11 năm 1665) | không khung | 18 tháng 1 năm 1656 – 20 tháng 11 năm 1665       | Sachsen- Lauenburg                            | Anna xứ Đông Frisia 7 tháng 3 năm 1617 Không có con Elisabeth Sophie xứ Brandenburg 27 tháng 12 năm 1628 1 người con Anna Magdalena xứ Lobkovic 18 tháng 8 năm 1632 6 người con | |
| Franz Erdmann (25 tháng 2 năm 1629 – 30 tháng 7 năm 1666) |             | 20 tháng 11 năm 1665 – 30 tháng 7 năm 1666       | Sachsen- Lauenburg                            | Sibylle Hedwig xứ Sachsen-Lauenburg 1654 Không có con | Mất mà không có con thừa kế. Em trai của ông là Julius Franz lên kế vị. |
| Julius Franz (16 tháng 9 năm 1641 – 30 tháng 9 năm 1689) | không khung | 30 tháng 7 năm 1666 – 30 tháng 9 năm 1689        | Sachsen- Lauenburg                            | Hedwig xứ Pfalz - Sulzbach 3 tháng 6 năm 1655 2 người con | |

Dòng nam của nhà Askanier cai trị các vùng đất thuộc Tuyển hầu quốc Sachsen tuyệt tự sau cái chết của Julius Franz vào ngày 30 tháng 9 năm 1689. Dù có hai công tước nữ là con của Julius Franz có thể kế vị nhưng nhà Weft đã nhanh chóng chiếm đoạt lấy chức vụ đứng đầu nhà nước Sachsen và không cho phép con gái cả của ông này là Anna Maria Franziska xứ Sachsen-Lauenburg có cơ hội thừa kế tước vị Công tước xứ Sachsen. Trên thực tế, Georg Wilhelm là nội huyền tôn của Magnus I thông qua tằng tổ mẫu là Dorothea xứ Sachsen-Lauenburg, và con cháu của ông sẽ kế thừa ngôi vị quân chủ Anh quốc từ năm 1714. Năm 1814, sau khi bị phế truất vài lần trong quá trình diễn ra cuộc chiến tranh Napoleon, con trai của Geogre III là nhiếp chính vương Geogre đồng ý nhượng xứ Sachsen-Lauenburg cho người chú người Đan Mạch trong tiến trình tái cấu trúc lại các phần lãnh thổ trong Đại hội Viên. Người chú đó là Frederik VI của Đan Mạch, và ông cũng là người đổi màu huy hiệu của xứ Sachsen-Lauenburg sang đỏ và vàng. Công quốc tiếp tục đổi chủ trong năm 1865, lần này Christian IX của Đan Mạch bị phế truất trong chiến tranh Schleswig lần thứ hai và bị buộc phải từ nhiệm theo Hòa ước Viên, theo đó, xứ Sachsen-Lauenburg được chuyển giao cho Wilhelm I của Phổ, với Hội đồng đẳng cấp xứ Sachsen-Lauenburg là bên tiếp nhận vương quyền. Huy hiệu giờ đây được đổi thành màu đỏ và bạc, với viền ngoài là màu đen và trắng đặc trưng của Phổ. Cả bên phía công tước lẫn bên phía các đẳng cấp quyết định sát nhập xứ Sachsen-Lauenburg vào nước Phổ, với tên gọi mới là quận Công quốc Lauenburg, có hiệu lực chính thức từ ngày 1 tháng 7 năm 1876.

### Nhà Wettin
Nhánh Askanier của xứ Sachsen-Wittenberg tuyệt tư sau cái chết của tuyển hầu tước Albrecht III năm 1422, và ngay sau đó hoàng đế Sigismund trao phần đất của tuyển hầu quốc cho Phiên hầu tước Friedrich IV xứ Meißen, đồng minh trung thành của Hoàng đế trong chiến tranh Hussite. Friedrich IV giờ đây không chỉ kiểm soát xứ Sachsen-Wittenberg mà còn kiểm soát Phiên hầu quốc Meißen và Phương Bá quốc Thüringen với tư cách là một thành viên của nhà Wettin (gia tộc này cai trị hai vùng này trước đó lần lượt vào các năm 1089 và 1242). Do đó, khi toàn bộ các vùng đất vừa nêu trên thống nhất với nhau cả về mặt lãnh thổ lẫn người cai trị vào năm 1423, cái tên Thượng Sachsen (tên gọi đơn giản hơn là Sachsen) được gán cho vùng đất mới thống nhất này.

#### Sự phân chia Sachsen dưới thời nhà Wettin.
| Tuyển hầu quốc Sachsen (1422–1464)                  |                                                     |                                                     |                                                     |                                                     |                                                     |                                                     |                                                                     |                                                                     |                                                                     | |                                                                                         |                                                  |                                                  |                                                  |                                                  |                                                  |                                                  |                                                  |                                                  |                                                  |                                                  |                                                  |                                                  |                                                  |                                                  |                                                  |                                                  |
| Các vùng lãnh thổ của nhánh Albrecht                | Các vùng lãnh thổ của nhánh Albrecht                | Các vùng lãnh thổ của nhánh Albrecht                | Các vùng lãnh thổ của nhánh Albrecht                | Các vùng lãnh thổ của nhánh Albrecht                | Các vùng lãnh thổ của nhánh Albrecht                | Các vùng lãnh thổ của nhánh Albrecht                | Các vùng lãnh thổ của nhánh Albrecht                                | Các vùng lãnh thổ của nhánh Albrecht                                | Các vùng lãnh thổ của nhánh Albrecht                                | Các vùng lãnh thổ của nhánh Ernst                                                                                   | Các vùng lãnh thổ của nhánh Ernst                                                       | Các vùng lãnh thổ của nhánh Ernst                | Các vùng lãnh thổ của nhánh Ernst                | Các vùng lãnh thổ của nhánh Ernst                | Các vùng lãnh thổ của nhánh Ernst                | Các vùng lãnh thổ của nhánh Ernst                | Các vùng lãnh thổ của nhánh Ernst                | Các vùng lãnh thổ của nhánh Ernst                | Các vùng lãnh thổ của nhánh Ernst                | Các vùng lãnh thổ của nhánh Ernst                | Các vùng lãnh thổ của nhánh Ernst                | Các vùng lãnh thổ của nhánh Ernst                | Các vùng lãnh thổ của nhánh Ernst                | Các vùng lãnh thổ của nhánh Ernst                | Các vùng lãnh thổ của nhánh Ernst                | Các vùng lãnh thổ của nhánh Ernst                | Các vùng lãnh thổ của nhánh Ernst                |
| Công quốc Saxony (Nhánh Albrecht) (1464–1547)       | Công quốc Saxony (Nhánh Albrecht) (1464–1547)       | Công quốc Saxony (Nhánh Albrecht) (1464–1547)       | Công quốc Saxony (Nhánh Albrecht) (1464–1547)       | Công quốc Saxony (Nhánh Albrecht) (1464–1547)       | Công quốc Saxony (Nhánh Albrecht) (1464–1547)       | Công quốc Saxony (Nhánh Albrecht) (1464–1547)       | Công quốc Saxony (Nhánh Albrecht) (1464–1547)                       | Công quốc Saxony (Nhánh Albrecht) (1464–1547)                       | Công quốc Saxony (Nhánh Albrecht) (1464–1547)                       | Tuyển hầu quốc Sachsen (Nhánh Ernst) (1464–1547)                                                                    | Tuyển hầu quốc Sachsen (Nhánh Ernst) (1464–1547)                                        | Tuyển hầu quốc Sachsen (Nhánh Ernst) (1464–1547) | Tuyển hầu quốc Sachsen (Nhánh Ernst) (1464–1547) | Tuyển hầu quốc Sachsen (Nhánh Ernst) (1464–1547) | Tuyển hầu quốc Sachsen (Nhánh Ernst) (1464–1547) | Tuyển hầu quốc Sachsen (Nhánh Ernst) (1464–1547) | Tuyển hầu quốc Sachsen (Nhánh Ernst) (1464–1547) | Tuyển hầu quốc Sachsen (Nhánh Ernst) (1464–1547) | Tuyển hầu quốc Sachsen (Nhánh Ernst) (1464–1547) | Tuyển hầu quốc Sachsen (Nhánh Ernst) (1464–1547) | Tuyển hầu quốc Sachsen (Nhánh Ernst) (1464–1547) | Tuyển hầu quốc Sachsen (Nhánh Ernst) (1464–1547) | Tuyển hầu quốc Sachsen (Nhánh Ernst) (1464–1547) | Tuyển hầu quốc Sachsen (Nhánh Ernst) (1464–1547) | Tuyển hầu quốc Sachsen (Nhánh Ernst) (1464–1547) | Tuyển hầu quốc Sachsen (Nhánh Ernst) (1464–1547) | Tuyển hầu quốc Sachsen (Nhánh Ernst) (1464–1547) |
| Công quốc Saxony (Nhánh Albrecht) (1464–1547)       | Công quốc Saxony (Nhánh Albrecht) (1464–1547)       | Công quốc Saxony (Nhánh Albrecht) (1464–1547)       | Công quốc Saxony (Nhánh Albrecht) (1464–1547)       | Công quốc Saxony (Nhánh Albrecht) (1464–1547)       | Công quốc Saxony (Nhánh Albrecht) (1464–1547)       | Công quốc Saxony (Nhánh Albrecht) (1464–1547)       | Công quốc Saxony (Nhánh Albrecht) (1464–1547)                       | Công quốc Saxony (Nhánh Albrecht) (1464–1547)                       | Công quốc Saxony (Nhánh Albrecht) (1464–1547)                       | Coburg (1542–53) |                                                                                         |                                                  |                                                  |                                                  |                                                  |                                                  |                                                  |                                                  |                                                  |                                                  |                                                  |                                                  |                                                  |                                                  |                                                  |                                                  |                                                  |
| Tuyển hầu quốc Sachsen (Nhánh Albrecht) (1547–1806) | Tuyển hầu quốc Sachsen (Nhánh Albrecht) (1547–1806) | Tuyển hầu quốc Sachsen (Nhánh Albrecht) (1547–1806) | Tuyển hầu quốc Sachsen (Nhánh Albrecht) (1547–1806) | Tuyển hầu quốc Sachsen (Nhánh Albrecht) (1547–1806) | Tuyển hầu quốc Sachsen (Nhánh Albrecht) (1547–1806) | Tuyển hầu quốc Sachsen (Nhánh Albrecht) (1547–1806) | Tuyển hầu quốc Sachsen (Nhánh Albrecht) (1547–1806)                 | Tuyển hầu quốc Sachsen (Nhánh Albrecht) (1547–1806)                 | Tuyển hầu quốc Sachsen (Nhánh Albrecht) (1547–1806)                 | Công quốc Sachsen (Nhánh Ernst) (1547–1554)                                                                         | Công quốc Sachsen (Nhánh Ernst) (1547–1554)                                             | Công quốc Sachsen (Nhánh Ernst) (1547–1554)      | Công quốc Sachsen (Nhánh Ernst) (1547–1554)      | Công quốc Sachsen (Nhánh Ernst) (1547–1554)      | Công quốc Sachsen (Nhánh Ernst) (1547–1554)      | Công quốc Sachsen (Nhánh Ernst) (1547–1554)      | Công quốc Sachsen (Nhánh Ernst) (1547–1554)      | Công quốc Sachsen (Nhánh Ernst) (1547–1554)      | Công quốc Sachsen (Nhánh Ernst) (1547–1554)      | Công quốc Sachsen (Nhánh Ernst) (1547–1554)      | Công quốc Sachsen (Nhánh Ernst) (1547–1554)      | Công quốc Sachsen (Nhánh Ernst) (1547–1554)      | Công quốc Sachsen (Nhánh Ernst) (1547–1554)      | Công quốc Sachsen (Nhánh Ernst) (1547–1554)      | Công quốc Sachsen (Nhánh Ernst) (1547–1554)      |                                                  |                                                  |
| Tuyển hầu quốc Sachsen (Nhánh Albrecht) (1547–1806) | Tuyển hầu quốc Sachsen (Nhánh Albrecht) (1547–1806) | Tuyển hầu quốc Sachsen (Nhánh Albrecht) (1547–1806) | Tuyển hầu quốc Sachsen (Nhánh Albrecht) (1547–1806) | Tuyển hầu quốc Sachsen (Nhánh Albrecht) (1547–1806) | Tuyển hầu quốc Sachsen (Nhánh Albrecht) (1547–1806) | Tuyển hầu quốc Sachsen (Nhánh Albrecht) (1547–1806) | Tuyển hầu quốc Sachsen (Nhánh Albrecht) (1547–1806)                 | Tuyển hầu quốc Sachsen (Nhánh Albrecht) (1547–1806)                 | Tuyển hầu quốc Sachsen (Nhánh Albrecht) (1547–1806)                 | |                                                                                         |                                                  |                                                  |                                                  |                                                  |                                                  |                                                  |                                                  |                                                  |                                                  |                                                  |                                                  |                                                  |                                                  |                                                  |                                                  |                                                  |
| Tuyển hầu quốc Sachsen (Nhánh Albrecht) (1547–1806) | Tuyển hầu quốc Sachsen (Nhánh Albrecht) (1547–1806) | Tuyển hầu quốc Sachsen (Nhánh Albrecht) (1547–1806) | Tuyển hầu quốc Sachsen (Nhánh Albrecht) (1547–1806) | Tuyển hầu quốc Sachsen (Nhánh Albrecht) (1547–1806) | Tuyển hầu quốc Sachsen (Nhánh Albrecht) (1547–1806) | Tuyển hầu quốc Sachsen (Nhánh Albrecht) (1547–1806) | Tuyển hầu quốc Sachsen (Nhánh Albrecht) (1547–1806)                 | Tuyển hầu quốc Sachsen (Nhánh Albrecht) (1547–1806)                 | Tuyển hầu quốc Sachsen (Nhánh Albrecht) (1547–1806)                 | Coburg & Eisenach (1554–66)                                                                                         | Coburg & Eisenach (1554–66)                                                             | Gotha (1554–65)                                  | Weimar (1554–66)                                 | Weimar (1554–66)                                 | Weimar (1554–66)                                 | Weimar (1554–66)                                 | Weimar (1554–66)                                 | Weimar (1554–66)                                 | Weimar (1554–66)                                 | Weimar (1554–66)                                 |                                                  |                                                  |                                                  |                                                  |                                                  |                                                  |                                                  |
| Tuyển hầu quốc Sachsen (Nhánh Albrecht) (1547–1806) | Tuyển hầu quốc Sachsen (Nhánh Albrecht) (1547–1806) | Tuyển hầu quốc Sachsen (Nhánh Albrecht) (1547–1806) | Tuyển hầu quốc Sachsen (Nhánh Albrecht) (1547–1806) | Tuyển hầu quốc Sachsen (Nhánh Albrecht) (1547–1806) | Tuyển hầu quốc Sachsen (Nhánh Albrecht) (1547–1806) | Tuyển hầu quốc Sachsen (Nhánh Albrecht) (1547–1806) | Tuyển hầu quốc Sachsen (Nhánh Albrecht) (1547–1806)                 | Tuyển hầu quốc Sachsen (Nhánh Albrecht) (1547–1806)                 | Tuyển hầu quốc Sachsen (Nhánh Albrecht) (1547–1806)                 | Công quốc Sachsen (Nhánh Ernst) (1566–72)                                                                           |                                                                                         |                                                  |                                                  |                                                  |                                                  |                                                  |                                                  |                                                  |                                                  |                                                  |                                                  |                                                  |                                                  |                                                  |                                                  |                                                  |                                                  |
| Tuyển hầu quốc Sachsen (Nhánh Albrecht) (1547–1806) | Tuyển hầu quốc Sachsen (Nhánh Albrecht) (1547–1806) | Tuyển hầu quốc Sachsen (Nhánh Albrecht) (1547–1806) | Tuyển hầu quốc Sachsen (Nhánh Albrecht) (1547–1806) | Tuyển hầu quốc Sachsen (Nhánh Albrecht) (1547–1806) | Tuyển hầu quốc Sachsen (Nhánh Albrecht) (1547–1806) | Tuyển hầu quốc Sachsen (Nhánh Albrecht) (1547–1806) | Tuyển hầu quốc Sachsen (Nhánh Albrecht) (1547–1806)                 | Tuyển hầu quốc Sachsen (Nhánh Albrecht) (1547–1806)                 | Tuyển hầu quốc Sachsen (Nhánh Albrecht) (1547–1806)                 | Coburg-Eisenach (1572–1638) (Bị phân chia thành Coburg và Eisenach giai đoạn 1596–1633)                             | Coburg-Eisenach (1572–1638) (Bị phân chia thành Coburg và Eisenach giai đoạn 1596–1633) | Weimar (1572–1741)                               | Weimar (1572–1741)                               | Weimar (1572–1741)                               | Weimar (1572–1741)                               | Weimar (1572–1741)                               | Weimar (1572–1741)                               | Weimar (1572–1741)                               | Weimar (1572–1741)                               | Weimar (1572–1741)                               |                                                  |                                                  |                                                  |                                                  |                                                  |                                                  |                                                  |
| Tuyển hầu quốc Sachsen (Nhánh Albrecht) (1547–1806) | Tuyển hầu quốc Sachsen (Nhánh Albrecht) (1547–1806) | Tuyển hầu quốc Sachsen (Nhánh Albrecht) (1547–1806) | Tuyển hầu quốc Sachsen (Nhánh Albrecht) (1547–1806) | Tuyển hầu quốc Sachsen (Nhánh Albrecht) (1547–1806) | Tuyển hầu quốc Sachsen (Nhánh Albrecht) (1547–1806) | Tuyển hầu quốc Sachsen (Nhánh Albrecht) (1547–1806) | Tuyển hầu quốc Sachsen (Nhánh Albrecht) (1547–1806)                 | Tuyển hầu quốc Sachsen (Nhánh Albrecht) (1547–1806)                 | Tuyển hầu quốc Sachsen (Nhánh Albrecht) (1547–1806)                 | |                                                                                         | Weimar (1572–1741)                               | Weimar (1572–1741)                               | Weimar (1572–1741)                               | Weimar (1572–1741)                               | Weimar (1572–1741)                               | Weimar (1572–1741)                               | Weimar (1572–1741)                               | Weimar (1572–1741)                               | Weimar (1572–1741)                               |                                                  |                                                  |                                                  |                                                  |                                                  |                                                  |                                                  |
| Tuyển hầu quốc Sachsen (Nhánh Albrecht) (1547–1806) | Tuyển hầu quốc Sachsen (Nhánh Albrecht) (1547–1806) | Tuyển hầu quốc Sachsen (Nhánh Albrecht) (1547–1806) | Tuyển hầu quốc Sachsen (Nhánh Albrecht) (1547–1806) | Tuyển hầu quốc Sachsen (Nhánh Albrecht) (1547–1806) | Tuyển hầu quốc Sachsen (Nhánh Albrecht) (1547–1806) | Tuyển hầu quốc Sachsen (Nhánh Albrecht) (1547–1806) | Tuyển hầu quốc Sachsen (Nhánh Albrecht) (1547–1806)                 | Tuyển hầu quốc Sachsen (Nhánh Albrecht) (1547–1806)                 | Tuyển hầu quốc Sachsen (Nhánh Albrecht) (1547–1806)                 | Altenburg (1603–1672)                                                                                               |                                                                                         |                                                  |                                                  |                                                  |                                                  |                                                  |                                                  |                                                  |                                                  |                                                  |                                                  |                                                  |                                                  |                                                  |                                                  |                                                  |                                                  |
| Tuyển hầu quốc Sachsen (Nhánh Albrecht) (1547–1806) | Tuyển hầu quốc Sachsen (Nhánh Albrecht) (1547–1806) | Tuyển hầu quốc Sachsen (Nhánh Albrecht) (1547–1806) | Tuyển hầu quốc Sachsen (Nhánh Albrecht) (1547–1806) | Tuyển hầu quốc Sachsen (Nhánh Albrecht) (1547–1806) | Tuyển hầu quốc Sachsen (Nhánh Albrecht) (1547–1806) | Tuyển hầu quốc Sachsen (Nhánh Albrecht) (1547–1806) | Tuyển hầu quốc Sachsen (Nhánh Albrecht) (1547–1806)                 | Tuyển hầu quốc Sachsen (Nhánh Albrecht) (1547–1806)                 | Tuyển hầu quốc Sachsen (Nhánh Albrecht) (1547–1806)                 | |                                                                                         |                                                  |                                                  |                                                  |                                                  |                                                  |                                                  |                                                  |                                                  |                                                  |                                                  |                                                  |                                                  |                                                  |                                                  |                                                  |                                                  |
| Tuyển hầu quốc Sachsen (Nhánh Albrecht) (1547–1806) | Tuyển hầu quốc Sachsen (Nhánh Albrecht) (1547–1806) | Tuyển hầu quốc Sachsen (Nhánh Albrecht) (1547–1806) | Tuyển hầu quốc Sachsen (Nhánh Albrecht) (1547–1806) | Tuyển hầu quốc Sachsen (Nhánh Albrecht) (1547–1806) | Tuyển hầu quốc Sachsen (Nhánh Albrecht) (1547–1806) | Tuyển hầu quốc Sachsen (Nhánh Albrecht) (1547–1806) | Tuyển hầu quốc Sachsen (Nhánh Albrecht) (1547–1806)                 | Tuyển hầu quốc Sachsen (Nhánh Albrecht) (1547–1806)                 | Tuyển hầu quốc Sachsen (Nhánh Albrecht) (1547–1806)                 | |                                                                                         |                                                  |                                                  |                                                  |                                                  |                                                  |                                                  |                                                  |                                                  |                                                  |                                                  |                                                  |                                                  |                                                  |                                                  |                                                  |                                                  |
| Tuyển hầu quốc Sachsen (Nhánh Albrecht) (1547–1806) | Tuyển hầu quốc Sachsen (Nhánh Albrecht) (1547–1806) | Tuyển hầu quốc Sachsen (Nhánh Albrecht) (1547–1806) | Tuyển hầu quốc Sachsen (Nhánh Albrecht) (1547–1806) | Tuyển hầu quốc Sachsen (Nhánh Albrecht) (1547–1806) | Tuyển hầu quốc Sachsen (Nhánh Albrecht) (1547–1806) | Tuyển hầu quốc Sachsen (Nhánh Albrecht) (1547–1806) | Tuyển hầu quốc Sachsen (Nhánh Albrecht) (1547–1806)                 | Tuyển hầu quốc Sachsen (Nhánh Albrecht) (1547–1806)                 | Tuyển hầu quốc Sachsen (Nhánh Albrecht) (1547–1806)                 | Eisenach (1640–44)                                                                                                  | Eisenach (1640–44)                                                                      |                                                  |                                                  | Gotha (1640–72)                                  | Gotha (1640–72)                                  | Gotha (1640–72)                                  | Gotha (1640–72)                                  |                                                  |                                                  |                                                  |                                                  |                                                  |                                                  |                                                  |                                                  |                                                  |                                                  |
|                                                     |                                                     | Zeitz (1656–1718)                                   | Zeitz (1656–1718)                                   | Merseburg (1656–1738)                               | Merseburg (1656–1738)                               | Merseburg (1656–1738)                               | Weißenfels (1656–1746) (Đổi tên thành Querfurt giai đoạn 1680–1739) | Weißenfels (1656–1746) (Đổi tên thành Querfurt giai đoạn 1680–1739) | Weißenfels (1656–1746) (Đổi tên thành Querfurt giai đoạn 1680–1739) | |                                                                                         |                                                  |                                                  | Gotha (1640–72)                                  | Gotha (1640–72)                                  | Gotha (1640–72)                                  | Gotha (1640–72)                                  |                                                  |                                                  |                                                  |                                                  |                                                  |                                                  |                                                  |                                                  |                                                  |                                                  |
|                                                     | Marksuhl (1662–71)                                  | Zeitz (1656–1718)                                   | Zeitz (1656–1718)                                   | Merseburg (1656–1738)                               | Merseburg (1656–1738)                               | Merseburg (1656–1738)                               | Weißenfels (1656–1746) (Đổi tên thành Querfurt giai đoạn 1680–1739) | Weißenfels (1656–1746) (Đổi tên thành Querfurt giai đoạn 1680–1739) | Weißenfels (1656–1746) (Đổi tên thành Querfurt giai đoạn 1680–1739) | | Jena (1662–90)                                                                          |                                                  |                                                  | Gotha (1640–72)                                  | Gotha (1640–72)                                  | Gotha (1640–72)                                  | Gotha (1640–72)                                  |                                                  |                                                  |                                                  |                                                  |                                                  |                                                  |                                                  |                                                  |                                                  |                                                  |
| Eisenach (1662-1741)                                | Eisenach (1662-1741)                                | Zeitz (1656–1718)                                   | Zeitz (1656–1718)                                   | Merseburg (1656–1738)                               | Merseburg (1656–1738)                               | Merseburg (1656–1738)                               | Weißenfels (1656–1746) (Đổi tên thành Querfurt giai đoạn 1680–1739) | Weißenfels (1656–1746) (Đổi tên thành Querfurt giai đoạn 1680–1739) | Weißenfels (1656–1746) (Đổi tên thành Querfurt giai đoạn 1680–1739) | Gotha & Altenburg (1672–1826)                                                                                       | Gotha & Altenburg (1672–1826)                                                           | Gotha & Altenburg (1672–1826)                    | Gotha & Altenburg (1672–1826)                    | Gotha & Altenburg (1672–1826)                    | Gotha & Altenburg (1672–1826)                    | Gotha & Altenburg (1672–1826)                    |                                                  |                                                  |                                                  |                                                  |                                                  |                                                  |                                                  |                                                  |                                                  |                                                  |                                                  |
| Eisenach (1662-1741)                                | Eisenach (1662-1741)                                | Zeitz (1656–1718)                                   | Zeitz (1656–1718)                                   | Merseburg-Lauchstädt (1684–90)                      |                                                     |                                                     |                                                                     |                                                                     | Weissenfels-Barby (1680–1739)                                       | | Jena (1662–90)                                                                          |                                                  | Eisenberg (1675–1707)                            | Meiningen (1675–1918)                            | Saalfeld (1675–99)                               | Coburg (1675–99)                                 | Römhild (1675–1710)                              |                                                  |                                                  |                                                  |                                                  |                                                  |                                                  |                                                  |                                                  |                                                  |                                                  |
| Eisenach (1662-1741)                                | Eisenach (1662-1741)                                |                                                     | Zeitz-Pegau-Neustadt (1699–1713)                    | Merseburg-Zörbig (1691–1715)                        |                                                     | Merseburg-Spremberg (1694–1731)                     |                                                                     |                                                                     | Weissenfels-Barby (1680–1739)                                       | Coburg-Saalfeld (1699–1826)                                                                                         | Coburg-Saalfeld (1699–1826)                                                             |                                                  | Eisenberg (1675–1707)                            | Meiningen (1675–1918)                            |                                                  |                                                  | Römhild (1675–1710)                              |                                                  |                                                  |                                                  |                                                  |                                                  |                                                  |                                                  |                                                  |                                                  |                                                  |
| Eisenach (1662-1741)                                | Eisenach (1662-1741)                                | Weissenfels-Dahme (1711–15)                         | Zeitz-Pegau-Neustadt (1699–1713)                    | Merseburg-Zörbig (1691–1715)                        |                                                     | Merseburg-Spremberg (1694–1731)                     |                                                                     |                                                                     | Weissenfels-Barby (1680–1739)                                       | Coburg-Saalfeld (1699–1826)                                                                                         | Coburg-Saalfeld (1699–1826)                                                             |                                                  | Eisenberg (1675–1707)                            | Meiningen (1675–1918)                            |                                                  |                                                  | Römhild (1675–1710)                              |                                                  |                                                  |                                                  |                                                  |                                                  |                                                  |                                                  |                                                  |                                                  |                                                  |
| Eisenach (1662-1741)                                | Eisenach (1662-1741)                                |                                                     |                                                     |                                                     |                                                     | Merseburg-Spremberg (1694–1731)                     | Hildburghausen (1675–1826) đổi tên thành Altenburg (1826–1918)      |                                                                     | Weissenfels-Barby (1680–1739)                                       | |                                                                                         |                                                  |                                                  | Meiningen (1675–1918)                            |                                                  |                                                  |                                                  |                                                  |                                                  |                                                  |                                                  |                                                  |                                                  |                                                  |                                                  |                                                  |                                                  |
| Eisenach (1662-1741)                                | Eisenach (1662-1741)                                |                                                     |                                                     |                                                     |                                                     | Merseburg-Spremberg (1694–1731)                     |                                                                     |                                                                     | Weissenfels-Barby (1680–1739)                                       | |                                                                                         |                                                  |                                                  | Meiningen (1675–1918)                            |                                                  |                                                  |                                                  |                                                  |                                                  |                                                  |                                                  |                                                  |                                                  |                                                  |                                                  |                                                  |                                                  |
|                                                     |                                                     |                                                     |                                                     |                                                     |                                                     |                                                     |                                                                     |                                                                     |                                                                     | Weimar-Eisenach (1741–1918) (Liên minh cá nhân giai đoạn 1741–1809; Được nâng lên thành Đại Công quốc vào năm 1815) |                                                                                         |                                                  |                                                  | Meiningen (1675–1918)                            |                                                  |                                                  |                                                  |                                                  |                                                  |                                                  |                                                  |                                                  |                                                  |                                                  |                                                  |                                                  |                                                  |
|                                                     |                                                     |                                                     |                                                     |                                                     |                                                     |                                                     |                                                                     |                                                                     |                                                                     | |                                                                                         |                                                  |                                                  | Meiningen (1675–1918)                            |                                                  |                                                  |                                                  |                                                  |                                                  |                                                  |                                                  |                                                  |                                                  |                                                  |                                                  |                                                  |                                                  |
| Vương quốc Sachsen (1806–1918)                      |                                                     |                                                     |                                                     |                                                     |                                                     |                                                     |                                                                     |                                                                     |                                                                     | |                                                                                         |                                                  |                                                  | Meiningen (1675–1918)                            |                                                  |                                                  |                                                  |                                                  |                                                  |                                                  |                                                  |                                                  |                                                  |                                                  |                                                  |                                                  |                                                  |
|                                                     |                                                     |                                                     |                                                     |                                                     |                                                     |                                                     | Tỉnh Sachsen thuộc Phổ (1815–1918)                                  | Tỉnh Sachsen thuộc Phổ (1815–1918)                                  | Tỉnh Sachsen thuộc Phổ (1815–1918)                                  | |                                                                                         |                                                  | Coburg-Gotha (1826–1918)                         | Coburg-Gotha (1826–1918)                         | Coburg-Gotha (1826–1918)                         |                                                  |                                                  |                                                  |                                                  |                                                  |                                                  |                                                  |                                                  |                                                  |                                                  |                                                  |                                                  |

#### Danh sách
| Tên (Sinh – mất) | Chân dung   | Thời gian cai trị | Vùng cai trị                                                                                               | Kết hôn | Chú thích |
| --- | ----------- | --- | --- | --- | --- |
| Friedrich I Hiếu chiến (11 tháng 4 năm 1370 – 4 tháng 1 năm 1428) | không khung | 6 tháng 1 năm 1423 – 4 tháng 1 năm 1428 | Công quốc Sachsen và Tuyển hầu quốc Sachsen                                                                | Katharina xứ Braunschweig -Lüneburg 8 tháng 5 năm 1402 7 người con | Công tước nhà Wettin đầu tiên cai trị xứ Sachsen |
| Friedrich II Hòa nhã (22 tháng 8 năm 1412 – 7 tháng 9 năm 1464) | không khung | 4 tháng 1 năm 1428 – 7 tháng 9 năm 1464 | Công quốc Sachsen và Tuyển hầu quốc Sachsen                                                                | Margaretha của Áo 3 tháng 6 năm 1431 8 người con | Đồng cai trị xứ Sachsen cùng các anh em trai của ông nhưng là người duy nhất giữ chức Tuyển hầu tước Sachsen. |
| Ernst (24 tháng 3 năm 1441 – 26 tháng 8 năm 1486) | không khung | 7 tháng 9 năm 1464 – 26 tháng 8 năm 1486 | Tuyển hầu quốc Sachsen (Nhánh Ernst)                                                                       | Elisabeth xứ Bayern 25 tháng 11 năm 1460 7 người con | Người sáng lập và tổ tiên nhánh Ernst của các công tước xứ Sachsen nhà Wettin. |
| Albrecht III Can đảm (27 tháng 1 năm 1443 – 12 tháng 12 năm 1500) | không khung | 7 tháng 9 năm 1464 – 12 tháng 9 năm 1500 | Công quốc Sachsen (Nhánh Albrecht)                                                                         | Zdeňka Poděbrad xứ Bohemia 11 tháng 11 năm 1459 8/9 người con | Người sáng lập và tổ tiên nhánh Albrecht của các công tước xứ Sachsen nhà Wettin. |
| Friedrich III Thông thái (17 tháng 1 năm 1463 – 5 tháng 5 năm 1525) | không khung | 26 tháng 8 năm 1486 – 5 tháng 5 năm 1525 | Tuyển hầu quốc Sachsen (Nhánh Ernst)                                                                       | Không kết hôn | Đồng cai trị cùng em trai Johann I. Về sau ông này trở thành người cai trị đơn nhất khi ông mất mà không có con kế vị. |
| Georg I Có râu (27 tháng 8 năm 1471 – 17 tháng 4 năm 1539) | không khung | 12 tháng 9 năm 1500 – 17 tháng 4 năm 1539 | Công quốc Sachsen (Nhánh Albrecht)                                                                         | Barbara Jagiellonka 21 tháng 11 năm 1496 10 người con | Mất mà không có con kế thừa. Em trai Heinrich I lên kế nhiệm ông. |
| Johann I Kiên định (17 tháng 1 năm 1463 – 5 tháng 5 năm 1525) | không khung | 5 tháng 5 năm 1525 – 16 tháng 4 năm 1532 | Tuyển hầu quốc Sachsen (Nhánh Ernst)                                                                       | Sophie xứ Mecklenburg 1 tháng 3 năm 1500 1 người con Margarete xứ Anhalt-Köthen 13 tháng 11 năm 1513 4 người con | Đồng nhiếp chính cùng anh trai Friedrich III (1486–1525), trong đó nhiếp chính tại dinh thự riêng ở Weimar từ năm 1513. |
| Johann Friedrich I Rộng lượng (30 tháng 6 năm 1503 – 3 tháng 3 năm 1554) | không khung | 16 tháng 8 năm 1532 – 24 tháng 4 năm 1547 | Tuyển hầu quốc Sachsen (Nhánh Ernst)                                                                       | Sibylle xứ Kleve 9 tháng 2 năm 1527 4 người con | Mất tước vị Tuyển hầu tước và một số vùng lãnh thổ cho người em họ hai đời của ông là Moritz sau chiến tranh Schmalkaldischer. Ông giữ lại được một phần lãnh thổ với tên gọi mới là Công quốc Sachsen Sau khi ông mất, là ba người con của ông chia nhau cai trị riêng biệt từng vùng lãnh thổ của Công quốc. |
| Johann Friedrich I Rộng lượng (30 tháng 6 năm 1503 – 3 tháng 3 năm 1554) | không khung | 24 tháng 4 năm 1547 – 3 tháng 3 năm 1554 | Công quốc Sachsen (Nhánh Ernst)                                                                            | Sibylle xứ Kleve 9 tháng 2 năm 1527 4 người con | Mất tước vị Tuyển hầu tước và một số vùng lãnh thổ cho người em họ hai đời của ông là Moritz sau chiến tranh Schmalkaldischer. Ông giữ lại được một phần lãnh thổ với tên gọi mới là Công quốc Sachsen Sau khi ông mất, là ba người con của ông chia nhau cai trị riêng biệt từng vùng lãnh thổ của Công quốc. |
| Johann Ernst I (10 tháng 5 năm 1521 – 8 tháng 2 năm 1553) | không khung | 16 tháng 8 năm 1532 – 8 tháng 2 năm 1553 | Sachsen- Coburg (Nhánh Ernst)                                                                              | Katharina xứ Braunschweig -Grubenhagen 12 tháng 2 năm 1542 Không có con | Đồng nhiếp chính cùng Johann Friedrich I cho đến năm 1542. Sau đó, khi Johann Friedrich I quyết định cai trị một mình thì ông thành lập nên công quốc Sachsen-Coburg Sau cái chết mà không có con hợp pháp của ông, đất Coburg quay trở về dưới quyền kiểm soát của. Johann Friedrich I |
| Heinrich IV Mộ đạo (27 tháng 1 năm 1443 – 12 tháng 12 năm 1500) | không khung | 17 tháng 4 năm 1539 – 18 tháng 8 năm 1541 | Công quốc Sachsen (Nhánh Albrecht)                                                                         | Katharina xứ Mecklenburg 6 tháng 7 năm 1512 6 người con | Kế nhiệm anh trai Georg I. |
| Moritz I (21 tháng 3 năm 1521 – 9 tháng 7 năm 1553) | không khung | 18 tháng 8 năm 1541 – 24 tháng 4 năm 1547 | Công quốc Sachsen (Nhánh Albrecht)                                                                         | Agnes xứ Hessen 9 tháng 1 năm 1541 2 người con | Anh họ hai đời của Johann Friedrich I. Mặc dù là người theo chủ nghĩa Luther, tuy nhiên ông lại là đồng minh của Hoàng đế Karl V chống lại Liên minh Schmalkaldischer. Giành chức Tuyển hầu tước Sachsen sau chiến thắng của Karl V tại trận Mühlberg. Mất mà không có con nối dõi. Anh trai ông là August lên kế vị. |
| Moritz I (21 tháng 3 năm 1521 – 9 tháng 7 năm 1553) | không khung | 24 tháng 4 năm 1547 – 9 tháng 7 năm 1553 | Tuyển hầu quốc Sachsen (Nhánh Albrecht)                                                                    | Agnes xứ Hessen 9 tháng 1 năm 1541 2 người con | Anh họ hai đời của Johann Friedrich I. Mặc dù là người theo chủ nghĩa Luther, tuy nhiên ông lại là đồng minh của Hoàng đế Karl V chống lại Liên minh Schmalkaldischer. Giành chức Tuyển hầu tước Sachsen sau chiến thắng của Karl V tại trận Mühlberg. Mất mà không có con nối dõi. Anh trai ông là August lên kế vị. |
| Với việc nhánh Albrecht thay thế nhánh Ernst giữ chức vụ Tuyển hầu tước, nhánh Ernst nhà Wettin vẫn tiếp tục cai trị vùng phía Nam xứ Thüringen với cái tên "Công quốc Sachsen". Tuy vậy, phần đất này tiếp tục bị "chia năm xẻ bảy" thành nhiều công quốc nhỏ hơn thuộc nhánh Ernst. |             | | | | |
| August I (31 tháng 7 năm 1526 – 11 tháng 2 năm 1586) | không khung | 9 tháng 7 năm 1553 – 11 tháng 2 năm 1586 | Tuyển hầu quốc Sachsen (Nhánh Albrecht)                                                                    | Anna của Đan Mạch 7 tháng 10 năm 1548 15 người con Agnes Hedwig xứ Anhalt 3 tháng 1 năm 1586 Không có con | Em trai của Moritz. Được Johann Friedrich I công nhận là Tuyển hầu tước năm 1554. Nhiếp chính cho Friedrich Wilhelm I, Công tước xứ Sachsen-Coburg thuộc nhánh Ernst từ năm 1573. |
| Johann Friedrich II (8 tháng 1 năm 1529 – 19 tháng 5 năm 1595) | không khung | 3 tháng 5 năm 1554 – 21 tháng 10 năm 1565 | Sachsen -Coburg -Eisenach (Nhánh Ernst)                                                                    | Agnes xứ Hessen 26 tháng 5 năm 1555 Không có con Elisabeth xứ Pfalz -Simmern-Sponheim 3 tháng 1 năm 1586 Không có con | Nhận xứ Sachsen-Weimar. Năm 1565 sát nhập thêm xứ Gotha của em trai mình sau khi ông này mất. Năm 1566 thì thoái vị nhường ngôi cho Johann Wilhelm, người sau này sẽ tái thống nhất Công quốc. |
| Johann Friedrich II (8 tháng 1 năm 1529 – 19 tháng 5 năm 1595) | không khung | 21 tháng 10 năm 1565 – 12 tháng 12 năm 1566 | Sachsen -Coburg Eisenach và Sachsen-Gotha (Nhánh Ernst)                                                    | Agnes xứ Hessen 26 tháng 5 năm 1555 Không có con Elisabeth xứ Pfalz -Simmern-Sponheim 3 tháng 1 năm 1586 Không có con | Nhận xứ Sachsen-Weimar. Năm 1565 sát nhập thêm xứ Gotha của em trai mình sau khi ông này mất. Năm 1566 thì thoái vị nhường ngôi cho Johann Wilhelm, người sau này sẽ tái thống nhất Công quốc. |
| Johann Friedrich III (16 tháng 1 năm 1538 – 21 tháng 10 năm 1565) | không khung | 3 tháng 5 năm 1554 – 21 tháng 10 năm 1565 | Sachsen -Gotha (Nhánh Ernst)                                                                               | Không kết hôn | Nhận xứ Sachsen- Gotha. Tuy vậy ông để cho anh trai quản lý vùng đất này. Sau khi ông mất thì xứ Gotha tái sát nhập trở lại vào vùng đất của người anh trai đang cai trị. |
| Johann Wilhelm I (11 tháng 3 năm 1530 – 2 tháng 3 năm 1573) | không khung | 3 tháng 5 năm 1554 – 12 tháng 12 năm 1566 | Sachsen -Weimar (Nhánh Ernst)                                                                              | Dorothea Susanne xứ Pfalz-Simmern 15 tháng 6 năm 1560 5 người con | Nhận xứ Sachsen -Weimar. Năm 1566 thống nhất Công quốc Sachsen sau khi anh trai thoái vị. Năm 1572 thì đất Sachsen lại bị phân chia trở lại theo Hiệp ước phân chia Erfurt giữa Johann Wilhelm I và những người cháu trai của ông. Một lần nữa ông nhận đất Sachsen-Weimar. |
| Johann Wilhelm I (11 tháng 3 năm 1530 – 2 tháng 3 năm 1573) | không khung | 12 tháng 12 năm 1566 – 6 tháng 11 năm 1572 | Công quốc Sachsen (Nhánh Ernst)                                                                            | Dorothea Susanne xứ Pfalz-Simmern 15 tháng 6 năm 1560 5 người con | Nhận xứ Sachsen -Weimar. Năm 1566 thống nhất Công quốc Sachsen sau khi anh trai thoái vị. Năm 1572 thì đất Sachsen lại bị phân chia trở lại theo Hiệp ước phân chia Erfurt giữa Johann Wilhelm I và những người cháu trai của ông. Một lần nữa ông nhận đất Sachsen-Weimar. |
| Johann Wilhelm I (11 tháng 3 năm 1530 – 2 tháng 3 năm 1573) | không khung | 6 tháng 11 năm 1572 – 2 tháng 3 năm 1573 | Sachsen -Weimar (Nhánh Ernst)                                                                              | Dorothea Susanne xứ Pfalz-Simmern 15 tháng 6 năm 1560 5 người con | Nhận xứ Sachsen -Weimar. Năm 1566 thống nhất Công quốc Sachsen sau khi anh trai thoái vị. Năm 1572 thì đất Sachsen lại bị phân chia trở lại theo Hiệp ước phân chia Erfurt giữa Johann Wilhelm I và những người cháu trai của ông. Một lần nữa ông nhận đất Sachsen-Weimar. |
| Johann Casimir (12 tháng 6 năm 1564 – 16 tháng 7 năm 1633) | không khung | 6 tháng 11 năm 1572 – 1596 | Sachsen -Coburg -Eisenach (Nhánh Ernst)                                                                    | Anna xứ Sachsen 16 tháng 1 năm 1586 Không có con Margarethe xứ Braunschweig -Lüneburg 8 tháng 5 năm 1402 Không có con | Các con của Friedrich II; đồng cai trị cùng nhau: Johann Casimir nhận đất Sachsen-Coburg, còn Johann Ernst I nhận đất Sachsen -Eisenach. Năm 1633, Johann Casimir mất mà không có con thừa kế, do đó, Johann Ernst I thống nhất trở lại xứ Sachsen-Coburg -Eisenach. Tuy vậy, ông cũng mất mà không có con thừa kế giống anh trai, dẫn đến việc Công quốc Sachsen-Coburg -Eisenach bị phân chia giữa các Công quốc Sachsen-Altenburg và Sachsen-Weimar. |
| Johann Casimir (12 tháng 6 năm 1564 – 16 tháng 7 năm 1633) | không khung | 1596 – 16 tháng 7 năm 1633 | Sachsen -Coburg (Nhánh Ernst)                                                                              | Anna xứ Sachsen 16 tháng 1 năm 1586 Không có con Margarethe xứ Braunschweig -Lüneburg 8 tháng 5 năm 1402 Không có con | Các con của Friedrich II; đồng cai trị cùng nhau: Johann Casimir nhận đất Sachsen-Coburg, còn Johann Ernst I nhận đất Sachsen -Eisenach. Năm 1633, Johann Casimir mất mà không có con thừa kế, do đó, Johann Ernst I thống nhất trở lại xứ Sachsen-Coburg -Eisenach. Tuy vậy, ông cũng mất mà không có con thừa kế giống anh trai, dẫn đến việc Công quốc Sachsen-Coburg -Eisenach bị phân chia giữa các Công quốc Sachsen-Altenburg và Sachsen-Weimar. |
| Johann Ernst I (9 tháng 7 năm 1566 – 23 tháng 10 năm 1638) | không khung | 6 tháng 11 năm 1572 – 1596 | Sachsen -Coburg -Eisenach (Nhánh Ernst)                                                                    | Elisabeth xứ Mansfeld -Hinterort 23 tháng 11 năm 1594 1 người con Christine xứ Hessen -Kassel 14 tháng 5 năm 1598 Không có con | Các con của Friedrich II; đồng cai trị cùng nhau: Johann Casimir nhận đất Sachsen-Coburg, còn Johann Ernst I nhận đất Sachsen -Eisenach. Năm 1633, Johann Casimir mất mà không có con thừa kế, do đó, Johann Ernst I thống nhất trở lại xứ Sachsen-Coburg -Eisenach. Tuy vậy, ông cũng mất mà không có con thừa kế giống anh trai, dẫn đến việc Công quốc Sachsen-Coburg -Eisenach bị phân chia giữa các Công quốc Sachsen-Altenburg và Sachsen-Weimar. |
| Johann Ernst I (9 tháng 7 năm 1566 – 23 tháng 10 năm 1638) | không khung | 1596 – 16 tháng 7 năm 1633 | Sachsen -Eisenach (Nhánh Ernst)                                                                            | Elisabeth xứ Mansfeld -Hinterort 23 tháng 11 năm 1594 1 người con Christine xứ Hessen -Kassel 14 tháng 5 năm 1598 Không có con | Các con của Friedrich II; đồng cai trị cùng nhau: Johann Casimir nhận đất Sachsen-Coburg, còn Johann Ernst I nhận đất Sachsen -Eisenach. Năm 1633, Johann Casimir mất mà không có con thừa kế, do đó, Johann Ernst I thống nhất trở lại xứ Sachsen-Coburg -Eisenach. Tuy vậy, ông cũng mất mà không có con thừa kế giống anh trai, dẫn đến việc Công quốc Sachsen-Coburg -Eisenach bị phân chia giữa các Công quốc Sachsen-Altenburg và Sachsen-Weimar. |
| Johann Ernst I (9 tháng 7 năm 1566 – 23 tháng 10 năm 1638) | không khung | 16 tháng 7 năm 1633 – 23 tháng 10 năm 1638 | Sachsen -Coburg -Eisenach (Nhánh Ernst)                                                                    | Elisabeth xứ Mansfeld -Hinterort 23 tháng 11 năm 1594 1 người con Christine xứ Hessen -Kassel 14 tháng 5 năm 1598 Không có con | Các con của Friedrich II; đồng cai trị cùng nhau: Johann Casimir nhận đất Sachsen-Coburg, còn Johann Ernst I nhận đất Sachsen -Eisenach. Năm 1633, Johann Casimir mất mà không có con thừa kế, do đó, Johann Ernst I thống nhất trở lại xứ Sachsen-Coburg -Eisenach. Tuy vậy, ông cũng mất mà không có con thừa kế giống anh trai, dẫn đến việc Công quốc Sachsen-Coburg -Eisenach bị phân chia giữa các Công quốc Sachsen-Altenburg và Sachsen-Weimar. |
| Công quốc Sachsen-Coburg-Eisenach bị phân chia giữa các Công quốc Sachsen-Altenburg và Sachsen-Weimar. |             | | | | |
| Friedrich Wilhelm I (25 tháng 4 năm 1562 – 7 tháng 7 năm 1602) | không khung | 2 tháng 3 năm 1573 – 7 tháng 7 năm 1602 (Tuyển hầu tước August xứ Sachsen nhiếp chính giai đoạn 1573–1586) | Sachsen -Weimar (Nhánh Ernst)                                                                              | Sophie xứ Württemberg 5 tháng 5 năm 1583 6 người con Anna Maria xứ Pfalz-Neuburg 9 tháng 9 năm 1591 6 người con | Sau khi ông mất thì em trai ông thay ông cai trị. Một năm sau thì chia đất Weimar cho mình và 3 người cháu của ông cai trị. |
| Christian I (31 tháng 7 năm 1526 – 11 tháng 2 năm 1586) | không khung | 11 tháng 2 năm 1586 – 25 tháng 9 năm 1591 | Tuyển hầu quốc Sachsen (Nhánh Albrecht)                                                                    | Sophie xứ Brandenburg 25 tháng 4 năm 1582 7 người con | |
| Christian II (31 tháng 7 năm 1526 – 11 tháng 2 năm 1586) | không khung | 25 tháng 9 năm 1591 – 23 tháng 6 năm 1611 (Sophie xứ Brandenburg nhiếp chính giai đoạn 1591–1601) | Tuyển hầu quốc Sachsen (Nhánh Albrecht)                                                                    | Hedevig của Đan Mạch 12 tháng 9 năm 1602 Không có con | |
| Johann II (22 tháng 5 năm 1570 – 18 tháng 7 năm 1605) | không khung | 7 tháng 7 năm 1602 – 18 tháng 7 năm 1605 | Sachsen -Weimar (Nhánh Ernst)                                                                              | Dorothea Maria xứ Anhalt 7 tháng 1 năm 1593 12/13 người con | Năm 1603, ông chia đất Weimar cho mình và 3 người cháu của ông cai trị, còn ông tiếp tục cai trị xứ Sachsen-Weimar đã bị thu hẹp đi rất nhiều (còn gọi với cái tên khác là Sachsen-Weimar-Jena). |
| Johann Philipp (25 tháng 1 năm 1597 – 1 tháng 4 năm 1639) | không khung | 1603 – 1 tháng 4 năm 1639 | Sachsen -Altenburg (Nhánh Ernst)                                                                           | Elisabeth xứ Braunschweig -Wolfenbüttel 1 tháng 1 năm 1612 1 người con | Nhận và đồng cai trị xứ Sachsen-Altenburg sau sự phân chia năm 1603 Không có ai trong số họ có con nối dõi. |
| Friedrich (12 tháng 2 năm 1599 – 24 tháng 10 năm 1625) | không khung | 1603 – 24 tháng 10 năm 1625 | Sachsen -Altenburg (Nhánh Ernst)                                                                           | Không kết hôn | Nhận và đồng cai trị xứ Sachsen-Altenburg sau sự phân chia năm 1603 Không có ai trong số họ có con nối dõi. |
| Johann Wilhelm (13 tháng 4 năm 1600 – 2 tháng 12 năm 1632) |             | 1603 – 2 tháng 12 năm 1632 | Sachsen -Altenburg (Nhánh Ernst)                                                                           | Không kết hôn | Nhận và đồng cai trị xứ Sachsen-Altenburg sau sự phân chia năm 1603 Không có ai trong số họ có con nối dõi. |
| Johann Ernst I (21 tháng 2 năm 1594 – 6 tháng 12 năm 1626) |             | 18 tháng 7 năm 1605 – 6 tháng 12 năm 1626 | Sachsen -Weimar (Nhánh Ernst)                                                                              | Không kết hôn | Con của Johann II, đồng cai trị cùng nhau. Năm 1640 họ phân chia đất cai trị, còn Wilhelm I giữ đất Weimar .Năm 1644 Wilhelm thống nhất vùng cai trị của ông cùng với Albrecht IV. Sau khi Wilhelm I mất, vùng đất ông cai trị bị phân chia giữa 4 người con của mình. Trong một diễn biến khác, Ernst được nhận xứ Sachsen-Gotha và thống nhất cai trị cùng vợ ông (với vai trò là người thừa kế xứ Sachsen-Altenburg).                                |
| Wilhelm I Mập (11 tháng 4 năm 1598 – 17 tháng 5 năm 1662) | không khung | 6 tháng 12 năm 1626 – 20 tháng 12 năm 1644 | Sachsen -Weimar (Nhánh Ernst)                                                                              | Eleonore Dorothea xứ Anhalt-Dessau 23 tháng 5 năm 1625 9 người con | Con của Johann II, đồng cai trị cùng nhau. Năm 1640 họ phân chia đất cai trị, còn Wilhelm I giữ đất Weimar .Năm 1644 Wilhelm thống nhất vùng cai trị của ông cùng với Albrecht IV. Sau khi Wilhelm I mất, vùng đất ông cai trị bị phân chia giữa 4 người con của mình. Trong một diễn biến khác, Ernst được nhận xứ Sachsen-Gotha và thống nhất cai trị cùng vợ ông (với vai trò là người thừa kế xứ Sachsen-Altenburg).                                |
| Wilhelm I Mập (11 tháng 4 năm 1598 – 17 tháng 5 năm 1662) | không khung | 20 tháng 12 năm 1644 – 17 tháng 5 năm 1662 | Sachsen -Weimar và Sachsen -Eisenach (Nhánh Ernst)                                                         | Eleonore Dorothea xứ Anhalt-Dessau 23 tháng 5 năm 1625 9 người con | Con của Johann II, đồng cai trị cùng nhau. Năm 1640 họ phân chia đất cai trị, còn Wilhelm I giữ đất Weimar .Năm 1644 Wilhelm thống nhất vùng cai trị của ông cùng với Albrecht IV. Sau khi Wilhelm I mất, vùng đất ông cai trị bị phân chia giữa 4 người con của mình. Trong một diễn biến khác, Ernst được nhận xứ Sachsen-Gotha và thống nhất cai trị cùng vợ ông (với vai trò là người thừa kế xứ Sachsen-Altenburg).                                |
| Albrecht IV (27 tháng 7 năm 1599 – 20 tháng 12 năm 1644) | không khung | 18 tháng 7 năm 1605 – 1640 | Sachsen -Weimar (Nhánh Ernst)                                                                              | Dorothea xứ Sachsen -Altenburg 24 tháng 6 năm 1633 Không có con | Con của Johann II, đồng cai trị cùng nhau. Năm 1640 họ phân chia đất cai trị, còn Wilhelm I giữ đất Weimar .Năm 1644 Wilhelm thống nhất vùng cai trị của ông cùng với Albrecht IV. Sau khi Wilhelm I mất, vùng đất ông cai trị bị phân chia giữa 4 người con của mình. Trong một diễn biến khác, Ernst được nhận xứ Sachsen-Gotha và thống nhất cai trị cùng vợ ông (với vai trò là người thừa kế xứ Sachsen-Altenburg).                                |
| Albrecht IV (27 tháng 7 năm 1599 – 20 tháng 12 năm 1644) | không khung | 1640 – 20 tháng 12 năm 1644 | Sachsen (-Weimar) -Eisenach (Nhánh Ernst)                                                                  | Dorothea xứ Sachsen -Altenburg 24 tháng 6 năm 1633 Không có con | Con của Johann II, đồng cai trị cùng nhau. Năm 1640 họ phân chia đất cai trị, còn Wilhelm I giữ đất Weimar .Năm 1644 Wilhelm thống nhất vùng cai trị của ông cùng với Albrecht IV. Sau khi Wilhelm I mất, vùng đất ông cai trị bị phân chia giữa 4 người con của mình. Trong một diễn biến khác, Ernst được nhận xứ Sachsen-Gotha và thống nhất cai trị cùng vợ ông (với vai trò là người thừa kế xứ Sachsen-Altenburg).                                |
| Ernst I Mộ đạo (25 tháng 12 năm 1601 – 26 tháng 3 năm 1675) | không khung | 18 tháng 7 năm 1605 – 1640 | Sachsen -Weimar (Nhánh Ernst)                                                                              | Elisabeth Sophia xứ Sachsen-Altenburg 24 tháng 10 năm 1636 18 người con | Con của Johann II, đồng cai trị cùng nhau. Năm 1640 họ phân chia đất cai trị, còn Wilhelm I giữ đất Weimar .Năm 1644 Wilhelm thống nhất vùng cai trị của ông cùng với Albrecht IV. Sau khi Wilhelm I mất, vùng đất ông cai trị bị phân chia giữa 4 người con của mình. Trong một diễn biến khác, Ernst được nhận xứ Sachsen-Gotha và thống nhất cai trị cùng vợ ông (với vai trò là người thừa kế xứ Sachsen-Altenburg).                                |
| Ernst I Mộ đạo (25 tháng 12 năm 1601 – 26 tháng 3 năm 1675) | không khung | 1640 – 14 tháng 4 năm 1672 | Sachsen (-Weimar) -Gotha (Nhánh Ernst)                                                                     | Elisabeth Sophia xứ Sachsen-Altenburg 24 tháng 10 năm 1636 18 người con | Con của Johann II, đồng cai trị cùng nhau. Năm 1640 họ phân chia đất cai trị, còn Wilhelm I giữ đất Weimar .Năm 1644 Wilhelm thống nhất vùng cai trị của ông cùng với Albrecht IV. Sau khi Wilhelm I mất, vùng đất ông cai trị bị phân chia giữa 4 người con của mình. Trong một diễn biến khác, Ernst được nhận xứ Sachsen-Gotha và thống nhất cai trị cùng vợ ông (với vai trò là người thừa kế xứ Sachsen-Altenburg).                                |
| Ernst I Mộ đạo (25 tháng 12 năm 1601 – 26 tháng 3 năm 1675) | không khung | 14 tháng 4 năm 1672 – 26 tháng 3 năm 1675 | Sachsen-Gotha -Altenburg (Nhánh Ernst)                                                                     | Elisabeth Sophia xứ Sachsen-Altenburg 24 tháng 10 năm 1636 18 người con | Con của Johann II, đồng cai trị cùng nhau. Năm 1640 họ phân chia đất cai trị, còn Wilhelm I giữ đất Weimar .Năm 1644 Wilhelm thống nhất vùng cai trị của ông cùng với Albrecht IV. Sau khi Wilhelm I mất, vùng đất ông cai trị bị phân chia giữa 4 người con của mình. Trong một diễn biến khác, Ernst được nhận xứ Sachsen-Gotha và thống nhất cai trị cùng vợ ông (với vai trò là người thừa kế xứ Sachsen-Altenburg).                                |
| Johann Georg I (5 thàng 3 năm 1585 – 8 tháng 10 năm 1656) | không khung | 23 tháng 6 năm 1611 – 8 tháng 10 năm 1656 | Tuyển hầu quốc Sachsen (Nhánh Albrecht)                                                                    | Sibylla Elisabeth xứ Württemberg 16 tháng 9 năm 1604 Không có con Magdalena Sibylle của Phổ 19 tháng 7 năm 1607 10 người con | |
| Friedrich Wilhelm II (12 tháng 2 năm 1603 – 22 tháng 4 năm 1669) | không khung | 1 tháng 4 năm 1639 – 22 tháng 4 năm 1669 | Sachsen -Altenburg (Nhánh Ernst)                                                                           | Sophie Elisabeth xứ Brandenburg 18 tháng 9 năm 1638 Không có con Magdalena Sibylla xứ Sachsen 11 tháng 10 năm1652 3 người con | Em trai của Johann Philipp,Friedrich và Johann Wilhelm. Kế nhiệm 3 người không có con kế nhiệm này. Nhận một phần xứ Sachsen-Weimar -Eiesnach năm 1638. |
| Johann Georg II (5 thàng 3 năm 1585 – 8 tháng 10 năm 1656) | không khung | 8 tháng 10 năm 1656 – 22 tháng 8 năm 1680 | Tuyển hầu quốc Sachsen (Nhánh Albrecht)                                                                    | Magdalena Sibylle xứ Brandenburg -Bayreuth 13 tháng 11 năm 1638 3 người con | Nhiếp chính cho Friedrich Wilhelm III của xứ Sachsen -Altenburg. Ông này sẽ không thể tại nhiệm qua tuổi trưởng thành. |
| August I (13 tháng 8 năm 1614 – 4 tháng 6 năm 1680) | không khung | 8 tháng 10 năm 1656 – 4 tháng 6 năm 1680 | Sachsen -Weißenfels (Nhánh Albrecht)                                                                       | Anna Maria xứ Mecklenburg -Schwerin 23 tháng 11 năm 1647 12 người con Johanna Walpurgis xứ Leiningen -Westerburg 29 tháng 1 năm 1672 3 người con | Con của Tuyển hầu tước Johann Georg I. Thừa hưởng xứ Sachsen-Weißenfels. Sau khi ông mất, các con của ông phân chia đất Weißenfels. |
| Christian I (27 tháng 10 năm 1615 – 18 tháng 10 năm 1691) | không khung | 8 tháng 10 năm 1656 – 18 tháng 10 năm 1691 | Sachsen -Merseburg (Nhánh Albrecht)                                                                        | Christiana xứ Schleswig-Holstein -Sonderburg -Glücksburg 19 tháng 11 năm 1650 11 người con | Con của Tuyển hầu tước Johann Georg I. Thừa hưởng xứ Sachsen-Merseburg. |
| Moritz I (28 tháng 3 năm 1619 – 4 tháng 12 năm 1681) | không khung | 8 tháng 10 năm 1656 – 4 tháng 12 năm 1681 | Sachsen-Zeitz (Nhánh Albrecht)                                                                             | Sophie Hedwig xứ Schleswig-Holstein -Sonderburg -Glücksburg 19 tháng 11 năm 1650 2 người con Dorothea Maria xứ Sachsen-Weimar 3 tháng 7 năm 1656 10 người con Sophie Elisabeth xứ Schleswig-Holstein -Sonderburg -Wiesenburg 14 tháng 7 năm 1676 Không có con                                                | Con của Tuyển hầu tước Johann Georg I. Thừa hưởng xứ Sachsen-Zeitz. |
| Bernhard II (14 tháng 10 năm 1638 – 3 tháng 5 năm 1678) | không khung | 17 tháng 5 năm 1662 – 3 tháng 5 năm 1678 | Sachsen-Jena (Nhánh Ernst)                                                                                 | Marie Charlotte de La Trémoille 10 tháng 6 năm 1662 5 người con | Con của Wilhelm I. Nhận đất Sachsen-Jena. |
| Johann Ernst II (11 tháng 9 năm 1627 – 15 tháng 5 năm 1683) | không khung | 17 tháng 5 năm 1662 – 15 tháng 5 năm 1683 | Sachsen -Weimar (Nhánh Ernst)                                                                              | Christiana Elisabetha xứ Schleswig-Holstein -Sonderburg 14 tháng 8 năm 1656 5 người con | Con của Wilhelm I. Nhận phần đất Sachsen-Weimar còn lại.Ông cũng là đồng nhiếp chính cho cháu trai của mình, Johann Wilhelm. |
| Adolf Wilhelm (15 tháng 5 năm 1632 – 21 tháng 11 năm 1668) | không khung | 17 tháng 5 năm 1662 – 21 tháng 11 năm 1668 | Sachsen -Eisenach (Nhánh Ernst)                                                                            | Marie Elisabeth xứ Braunschweig -Wolfenbütte 18 tháng 1 năm 1663 5 người con | Con của Wilhelm I. Nhận đất Sachsen-Eisenach. |
| Wilhelm August (30 tháng 11 năm 1668 – 23 tháng 2 năm 1671) |             | 30 tháng 11 năm 1668 – 23 tháng 2 năm 1671 (Johann Georg I, Công tước xứ Sachsen-Eisenachnhiếp chính) | Sachsen -Eisenach (Nhánh Ernst)                                                                            | Không kết hôn | Cai trị nhưng không đến tuổi trưởng thành. Chú của ông, đồng thời cũng là nhiếp chính, thừa hưởng luôn vùng đất này sau khi ông mất. |
| Johann Georg I (12 tháng 7 năm 1634 – 19 tháng 9 năm 1686) | không khung | 30 tháng 11 năm 1668 – 23 tháng 2 năm 1671 | Sachsen -Marksuhl (Nhánh Ernst)                                                                            | Johannetta xứ Sayn -Wittgenstein 30 tháng 9 năm 1647 8 người con | Con của Wilhelm I. Nhận đất Sachsen-Marksuhl. Nhiếp chính cho cháu mình là Wilhelm August xứ Sachsen -Eisenach, nhưng sau khi cháu mình qua đời năm 1671, ông nắm quyền cai trị luôn vùng đất này, tức sát nhập xứ Marksuhl vào công quốc Sachsen-Eisenach. Từ năm 1683 ông nhiếp chính cho một người cháu khác là Johann Wilhelm, Công tước xứ Sachsen-Jena.                                                                                           |
| Johann Georg I (12 tháng 7 năm 1634 – 19 tháng 9 năm 1686) | không khung | 23 tháng 2 năm 1671 – 19 tháng 9 năm 1686 | Sachsen -Eisenach (Nhánh Ernst)                                                                            | Johannetta xứ Sayn -Wittgenstein 30 tháng 9 năm 1647 8 người con | Con của Wilhelm I. Nhận đất Sachsen-Marksuhl. Nhiếp chính cho cháu mình là Wilhelm August xứ Sachsen -Eisenach, nhưng sau khi cháu mình qua đời năm 1671, ông nắm quyền cai trị luôn vùng đất này, tức sát nhập xứ Marksuhl vào công quốc Sachsen-Eisenach. Từ năm 1683 ông nhiếp chính cho một người cháu khác là Johann Wilhelm, Công tước xứ Sachsen-Jena.                                                                                           |
| Công quốc Sachsen-Marksuhl sát nhập vào công quốc Sachsen-Eisenach. |             | | | | |
| Friedrich Wilhelm III (12 tháng 7 năm 1657 – 14 tháng 4 năm 1672) | không khung | 22 tháng 4 năm 1669 – 14 tháng 4 năm 1672 (Johann Georg II, Tuyển hầu tước Sachsen nhiếp chính) | Sachsen -Altenburg (Nhánh Ernst)                                                                           | Không kết hôn | Con của Friedrich Wilhelm II. Mất khi còn nhỏ. Xứ Altenburg về sau bị chia xẻ cho các công quốc Sachsen-Gotha và Sachsen-Weimar. |
| Công quốc Sachsen-Altenburg sát nhập vào Công quốc Sachsen-Gotha để thành lập Công quốc Sachsen-Gotha-Altenburg. |             | | | | |
| Friedrich I (15 tháng 7 năm 1646 – 2 tháng 8 năm 1691) | không khung | 26 tháng 3 năm 1675 – 2 tháng 8 năm 1691 | Sachsen-Gotha -Altenburg (Nhánh Ernst)                                                                     | Magdalena Sibylla xứ Sachsen-Weißenfels 14 tháng 11 năm 1669 8 người con Christine xứ Baden-Durlach 14 tháng 8 năm 1681 Không có con | Con của Ernst I. Nhận đất Sachsen-Gotha -Altenburg. |
| Albrecht V (24 tháng 5 năm 1648 – 6 tháng 8 năm 1699) | không khung | 26 tháng 3 năm 1675 – 6 tháng 8 năm 1699 | Sachsen -Coburg (Nhánh Ernst)                                                                              | Marie Elisabeth xứ Braunschweig -Wolfenbütte 18 tháng 7 năm 1676 1 người con Susanne Elisabeth Kempinski (Quý tiện kết hôn) 24 tháng 5 năm 1688 Không có con | Con của Ernst I. Nhận đất Sachsen-Coburg. Mất mà không có con kế vị. Xứ Coburg sau đó bị sát nhập bởi Công quốc Saafeld. |
| Công quốc Sachsen-Coburg sát nhập vào Công quốc Sachsen-Saalfeld để thành lập Công quốc Sachsen-Coburg-Saalfeld. |             | | | | |
| Bernard I (10 tháng 9 năm 1649 – 27 tháng 4 năm 1706) | không khung | 26 tháng 3 năm 1675 – 27 tháng 4 năm 1706 | Sachsen -Meiningen (Nhánh Ernst)                                                                           | Marie Hedwig xứ Hessen-Darmstadt 20 tháng 11 năm 1671 7 người con Elisabeth Eleonore xứ Braunschweig -Wolfenbütte 25 tháng 1 năm 1681 3 người con | Con của Ernst I. Nhận đất Sachsen-Meiningen. Đồng nhiếp chính cùng em trai là Heinrich xứ Sachsen-Römhild cho Friedrich II xứ Sachsen -Gotha-Altenburg. |
| Heinrich (19 tháng 11 năm 1650 – 13 tháng 5 năm 1710) | không khung | 26 tháng 3 năm 1675 – 13 tháng 5 năm 1710 | Sachsen -Römhild (Nhánh Ernst)                                                                             | Marie Elisabeth xứ Hessen-Darmstadt 1 tháng 3 năm 1676 7 người con | Con của Ernst I. Nhận đất Sachsen-Römhild. Mất mà không có con nối dõi, sau đó đất của ông sát nhập vào công quốc Sachsen-Coburg -Saalfeld. Đồng nhiếp chính cùng em trai là Bernard I xứ Sachsen -Meiningen cho Friedrich II xứ Sachsen -Gotha-Altenburg. |
| Sachsen-Römhild sát nhập bởi xứ Sachsen-Coburg-Saalfeld. |             | | | | |
| Christian (19 tháng 11 năm 1650 – 13 tháng 5 năm 1710) | không khung | 26 tháng 3 năm 1675 – 13 tháng 5 năm 1710 | Sachsen -Eisenberg (Nhánh Ernst)                                                                           | Christiane xứ Sachsen-Merseburg 13 tháng 2 năm 1677 1 người con Sophie Marie xứ Hessen-Darmstadt 9 tháng 2 năm 1681 Không có con | Con của Ernst I. Nhận đất Sachsen-Eisenberg. Mất mà không có con nối dõi, sau đó đất của ông sát nhập vào công quốc Sachsen- Hildburghausen. |
| Sachsen-Eisenberg sát nhập vào Sachsen-Hildburghausen. |             | | | | |
| Ernst I (12 tháng 6 năm 1655 – 17 tháng 10 năm 1715) | không khung | 26 tháng 3 năm 1675 – 17 tháng 10 năm 1715 | Sachsen- Hildburghausen (Nhánh Ernst)                                                                      | Sophia Henriette xứ Waldeck 30 tháng 11 năm 1680 5 người con | Con của Ernst I. Nhận đất Sachsen Hildburghausen. |
| Johann Ernest (22 tháng 8 năm 1658 – 17 tháng 2 năm 1729) | không khung | 26 tháng 3 năm 1675 – 17 tháng 2 năm 1729 | Sachsen -Saalfeld (Nhánh Ernst)                                                                            | Sophie Hedwig xứ Sachsen-Merseburg 18 tháng 2 năm 1680 3 người con Charlotte Johanna xứ Waldeck-Wildungen 2 tháng 12 năm 1690 7 người con | Con của Ernst I. Nhận đất Sachsen-Saafeld. Năm 1699 ông sát nhập với xứ Coburg, thành lập Công quốc Sachsen Coburg-Saalfeld. |
| Johann Ernest (22 tháng 8 năm 1658 – 17 tháng 2 năm 1729) | không khung | 6 tháng 8 năm 1699 – 17 tháng 2 năm 1729 | Sachsen -Coburg -Saalfeld (Nhánh Ernst)                                                                    | Sophie Hedwig xứ Sachsen-Merseburg 18 tháng 2 năm 1680 3 người con Charlotte Johanna xứ Waldeck-Wildungen 2 tháng 12 năm 1690 7 người con | Con của Ernst I. Nhận đất Sachsen-Saafeld. Năm 1699 ông sát nhập với xứ Coburg, thành lập Công quốc Sachsen Coburg-Saalfeld. |
| Johann Wilhelm (14 tháng 10 năm 1638 – 3 tháng 5 năm 1678) |             | 3 tháng 5 năm 1678 – 4 tháng 11 năm 1790 (Johann Ernst II, Công tước xứ Sachsen-Weimar'nhiếp chính giai đoạn 1678 - 1683; Johann Georg I, Công tước xứ Sachsen-Eisenach nhiếp chính giai đoạn 1683 - 1686; Wilhelm Ernst, Công tước xứ Sachsen-Weimar nhiếp chính giai đoạn 1686 - 1690) | Sachsen-Jena (Nhánh Ernst)                                                                                 | Không kết hôn | Con của Bernhard II. Mất khi còn nhỏ. |
| Đất Sachsen-Jena bị chia xẻ cho các Công quốc Sachsen-Weimar và Sachsen-Eisenach. |             | | | | |
| Johann Georg III (20 tháng 6 năm 1647 – 12 tháng 9 năm 1691) | không khung | 22 tháng 8 năm 1680 – 12 tháng 9 năm 1691 | Tuyển hầu quốc Sachsen (Nhánh Albrecht)                                                                    | Anna Sophie của Đan Mạch 9 tháng 10 năm 1666 2 người con | |
| Johann Adolf I (2 tháng 11 năm 1649 – 24 tháng 5 năm 1697) | không khung | 4 tháng 6 năm 1680 – 24 tháng 5 năm 1697 | Sachsen -Weißenfels -Querfurt (Nhánh Albrecht)                                                             | Charlotte Johanna xứ Waldeck-Wildungen 25 tháng 10 năm 1671 11 người con Christiane Wilhelmine xứ Bünau (Quý tiện kết hôn) 3 tháng 2 năm 1692 Không có con | Nhận đất Sachsen- Weißenfels-Querfurt. |
| Heinrich (29 tháng 9 năm 1657 – 16 tháng 2 năm 1728) | không khung | 4 tháng 6 năm 1680 – 16 tháng 2 năm 1728 | Sachsen -Weißenfels -Barby (Nhánh Albrecht)                                                                | Elisabeth Albertine xứ Anhalt-Dessau 25 tháng 10 năm 1671 8 người con | Nhận đất Sachsen -Weißenfels-Barby. |
| Moritz Wilhelm (12 tháng 3 năm 1664 – 15 tháng 11 năm 1718) | không khung | 4 tháng 12 năm 1681 – 15 tháng 11 năm 1718 | Sachsen-Zeitz (Nhánh Albrecht)                                                                             | Maria Amalia xứ Brandenburg 20 tháng 8 năm 1687 5 người con | Mất mà không có con nối dõi, sau đó vùng đất ông cai trị sát nhập vào Tuyển hầu quốc Sachsen. |
| Xứ Sachsen-Zeitz sát nhập vào Tuyển hầu quốc Sachsen |             | | | | |
| Wilhelm Ernst (19 tháng 10 năm 1662 – 26 tháng 8 năm 1728) | không khung | 15 tháng 5 năm 1683 – 26 tháng 8 năm 1728 | Sachsen -Weimar (Nhánh Ernst)                                                                              | Charlotte Marie xứ Sachsen-Jena 2 tháng 11 năm 1683 Không có con | Đồng cai trị: Johann Ernst III cai trị trên danh nghĩa, Wilhelm Ernst nắm quyền trên thực tế. Wilhelm Ernst còn là nhiếp chính cho Johann Wilhelm, Công tước xứ Sachsen-Jena. |
| Johann Ernst III (22 tháng 6 năm 1664 – 10 tháng 5 năm 1707) | không khung | 15 tháng 5 năm 1683 – 10 tháng 5 năm 1707 | Sachsen -Weimar (Nhánh Ernst)                                                                              | Sophia Augusta xứ Anhalt-Zerbst 11 tháng 10 năm 1685 5 người con Charlotte xứ Hessen -Homburg 4 tháng 11 năm 1694 4 người con | Đồng cai trị: Johann Ernst III cai trị trên danh nghĩa, Wilhelm Ernst nắm quyền trên thực tế. Wilhelm Ernst còn là nhiếp chính cho Johann Wilhelm, Công tước xứ Sachsen-Jena. |
| Philipp (26 tháng 10 năm 1657 – 1 tháng 7 năm 1690) | không khung | 1684 – 1 tháng 7 năm 1690 | Sachsen -Merseburg -Lauchstädt (Nhánh Albrecht)                                                            | Eleonore Sophie xứ Sachsen-Weimar 9 tháng 7 năm 1684 2 người con Luise Elisabeth xứ Württemberg-Oels 17 tháng 8 năm 1688 1 người con | Con của Christian. Nhận thị trấn Lauchstädt từ cha và cai trị nơi này trong suốt thời gian cha mình cầm quyền. Sau khi ông mất thị trấn quay trở về dưới sự cai trị của cha. |
| Johann Georg II (24 tháng 7 năm 1665 – 10 tháng 11 năm 1698) | không khung | 19 tháng 9 năm 1686 – 10 tháng 11 năm 1698 | Sachsen -Eisenach (Nhánh Ernst)                                                                            | Sophie Charlotte xứ Württemberg 20 tháng 9 năm 1688 Không có con | Mất mà không có con nối dõi. Em trai ông là Johann Wilhelm lên kế nhiệm. |
| Johann Georg IV (18 tháng 10 năm 1668 – 27 tháng 4 năm 1694) | không khung | 12 tháng 9 năm 1691 – 27 tháng 4 năm 1694 | Tuyển hầu quốc Sachsen (Nhánh Albrecht)                                                                    | Eleonore Erdmuthe xứ Sachsen -Eisenach 17 tháng 4 năm 1692 Không có con | |
| Christian II (19 tháng 11 năm 1653 – 20 tháng 10 năm 1694) |             | 18 tháng 10 năm 1691 – 20 tháng 10 năm 1694 | Sachsen -Merseburg (Nhánh Albrecht)                                                                        | Erdmuth Dorothea xứ Sachsen-Zeitz 14 tháng 10 năm 1679 7 người con | |
| August (15 tháng 2 năm 1655 – 27 tháng 3 năm 1715) |             | 18 tháng 10 năm 1691 – 27 tháng 3 năm 1715 | Sachsen -Merseburg -Zörbig (Nhánh Albrecht)                                                                | Hedwig Eleonore xứ Mecklenburg-Güstrow 14 tháng 10 năm 1679 8 người con | Con của Christian. Nhận thị trấn Zörbig từ anh trai. Không có con kế nhiệm. Thị trấn trở về dưới quyền cai trị của Công quốc Sachsen-Merseburg. |
| Sachsen-Merseburg-Zörbig sát nhập vào xứ Sachsen-Merseburg. |             | | | | |
| Friedrich II (28 tháng 7 năm 1676 – 23 tháng 3 năm 1732) | không khung | 2 tháng 8 năm 1691 – 23 tháng 3 năm 1732 (Bernhard I, Công tước xứ Sachsen-Meiningen và Heinrich, Công tước xứ Sachsen-Römhild nhiếp chính giai đoạn 1691 – 1693) | Sachsen-Gotha -Altenburg (Nhánh Ernst)                                                                     | Magdalena Augusta xứ Anhalt-Zerbst 17 tháng 6 năm 1696 19 người con | |
| Friedrich August I Mạnh mẽ (12 tháng 5 năm 1670 – 1 tháng 2 năm 1733) | không khung | 27 tháng 4 năm 1694 – 1 tháng 2 năm 1733 | Tuyển hầu quốc Sachsen (Nhánh Albrecht)                                                                    | Christiane Eberhardine xứ Brandenburg -Bayreuth 20 tháng 1 năm 1693 1 người con | Em trai Johann Georg IV. Cải đạo sang Công giáo năm 1697 để cạnh tranh ngôi vương của Ba Lan. Ông làm vua Ba Lan hai lần vào các năm 1697 và 1706. Ngoài ra ông còn tham gia nhiếp chính cho Christian III Moritz và Moritz Wilhelm, hai vị Công tước xứ Sachsen -Merseburg. |
| Christian III Moritz (7 tháng 11 năm 1680 – 14 tháng 11 năm 1694) |             | 20 tháng 10 – 14 tháng 11 năm 1694 (Erdmuth Dorothea xứ Sachsen-Zeitz và Friedrich August I, Tuyển hầu tước Sachsen nhiếp chính) | Sachsen -Merseburg (Nhánh Albrecht)                                                                        | Không kết hôn | |
| Moritz Wilhelm (5 tháng 2 năm 1688 – 21 tháng 4 năm 1731) | không khung | 14 tháng 11 năm 1694 – 21 tháng 4 năm 1731 (Erdmuth Dorothea xứ Sachsen-Zeitz và Friedrich August I, Tuyển hầu tước Sachsen nhiếp chính giai đoạn 1694 – 1712) | Sachsen -Merseburg (Nhánh Albrecht)                                                                        | Henriette Charlotte xứ Nassau-Idstein 4 tháng 11 năm 1711 1 người con | Mất mà không có con nối dõi. Chú ông là Heinrich lên kế nhiệm. |
| Heinrich (2 tháng 9 năm 1661 – 28 tháng 7 năm 1738) | không khung | c. 1694 – 21 tháng 4 năm 1731 | Sachsen -Merseburg -Spremberg (Nhánh Albrecht)                                                             | Elisabeth xứ Mecklenburg-Güstrow 29 tháng 3 năm 1692 3 người con | Con của Christian. Nhận từ anh trai của mình xứ Spremberg. Thừa kế ngôi vị Công tước xứ Sachsen -Merseburg năm 1731, thống nhất cùng với các vùng đất mà ông bất ngờ thừa hưởng này. Mất mà không có con nối dõi, xứ Sachsen -Merseburg sát nhập trở lại vào tuyển hầu quốc Sachsen. |
| Heinrich (2 tháng 9 năm 1661 – 28 tháng 7 năm 1738) | không khung | 21 tháng 4 năm 1731 – 28 tháng 7 năm 1738 | Sachsen -Merseburg (Nhánh Albrecht)                                                                        | Elisabeth xứ Mecklenburg-Güstrow 29 tháng 3 năm 1692 3 người con | Con của Christian. Nhận từ anh trai của mình xứ Spremberg. Thừa kế ngôi vị Công tước xứ Sachsen -Merseburg năm 1731, thống nhất cùng với các vùng đất mà ông bất ngờ thừa hưởng này. Mất mà không có con nối dõi, xứ Sachsen -Merseburg sát nhập trở lại vào tuyển hầu quốc Sachsen. |
| Công quốc Sachsen-Merseburg-Spremberg tái sát nhập vào công quốc Sachsen-Merseburg |             | | | | |
| Công quốc Sachsen-Merseburg sát nhập vào Tuyển hầu quốc Sachsen |             | | | | |
| Johann Adolf I (13 tháng 7 năm 1677 – 16 tháng 3 năm 1712) | không khung | 24 tháng 5 năm 1697 – 16 tháng 3 năm 1712 | Sachsen -Weißenfels -Querfurt (Nhánh Albrecht)                                                             | Friederike Elisabeth xứ Sachsen-Eisenach 7 tháng 1 năm 1698 7 người con | Mất mà không có con nối dõi. Em trai ông là Christian lên kế nhiệm. |
| Johann Wilhelm III (17 tháng 10 năm 1666 – 14 tháng 1 năm 1729) | không khung | 10 tháng 11 năm 1698 – 14 tháng 1 năm 1729 | Sachsen -Eisenach (Nhánh Ernst)                                                                            | Amalia xứ Nassau -Dietz 28 tháng 11 năm 1690 2 người con Christine Juliane xứ Baden-Durlach 27 tháng 2 năm 1697 7 người con Magdalena Sibylla xứ Sachsen-Weißenfels 28 tháng 7 năm 1708 3 người con Marie Christine Felizitas xứ Leiningen-Dagsburg -Falkenburg -Heidesheim 29 tháng 5 năm 1727 Không có con | |
| Friedrich Heinrich (21 tháng 7 năm 1668 – 18 tháng 12 năm 1713) | không khung | Khoảng giữa năm 1699 – 18 tháng 12 năm 1713 | Sachsen-Zeitz -Pegau -Neustadt (Nhánh Albrecht)                                                            | Sophie Angelika xứ Württemberg-Oels 23 tháng 4 năm 1699 Không có con Anna Friederike Philippine xứ Schleswig-Holstein -Sonderburg -Wiesenburg 27 tháng 2 năm 1702 2 người con | Con của Moritz I. Nhận từ anh trai hai thị trấn là Pegau và Neustadt. Ông mất mà không có con nối dõi. Hai thị trấn trên sau khi ông mất quay về lãnh thổ của Công quốc Sachsen -Zeitz. |
| Công quốc Sachsen-Zeitz-Pegau-Neustadt sát nhập vào Công quốc Sachsen-Zeitz |             | | | | |
| Ernst Ludwig I (7 tháng 10 năm 1672 – 24 tháng 11 năm 1724) | không khung | 27 tháng 4 năm 1706 – 24 tháng 11 năm 1724 | Sachsen -Meiningen (Nhánh Ernst)                                                                           | Dorothea Maria xứ Sachsen-Gotha -Altenburg 19 tháng 9 năm 1704 5 người con Elisabeth Sophie xứ Brandenburg 3 tháng 6 năm 1714 Không có con | |
| Frederick (20 tháng 11 năm 1673 – 16 tháng 4 năm 1715) | không khung | 1711 – 16 tháng 4 năm 1715 | Sachsen -Weißenfels -Dahme (Nhánh Albrecht)                                                                | Emilie Agnes Reuß xứ Schleiz 13 tháng 2 năm 1711 Không có con | Con của August. Nhận từ Johann Adolf I, anh trai của ông xứ Dahme năm 1711. Sau khi ông mất mà không có con nối dõi thì vùng này tái sát nhập trở lại vào Công quốc Sachsen -Weißenfels-Querfurt. |
| Công quốc Sachsen-Weißenfels-Dahme tái sát nhập vào công quốc Sachsen-Weißenfels-Querfurt. |             | | | | |
| Christian (23 tháng 2 năm 1682 – 28 tháng 6 năm 1736) | không khung | 16 tháng 3 năm 1712 – 28 tháng 6 năm 1736 | Sachsen -Weißenfels -Querfurt (Nhánh Albrecht)                                                             | Eleonore Erdmuthe xứ Stolberg-Stolberg -Ortenberg 11 tháng 5 năm 1712 Không có con | Mất mà không có con nối dõi. Em trai ông là Johann Adolf II lên kế nhiệm. |
| Ernst Friedrich I (21 tháng 8 năm 1681 – 9 tháng 3 năm 1724) | không khung | 17 tháng 10 năm 1715 – 9 tháng 3 năm 1724 | Sachsen- Hildburghausen (Nhánh Ernst)                                                                      | Sophia Albertine xứ Erbach-Erbach 4 tháng 2 năm 1704 14 người con | |
| Ernst Ludwig II (8 tháng 8 năm 1709 – 24 tháng 2 năm 1729) | không khung | 24 tháng 11 năm 1724 – 24 tháng 2 năm 1729 | Sachsen -Meiningen (Nhánh Ernst)                                                                           | Không kết hôn | Mất mà không có con nối dõi. Em trai ông là Karl Friedrich lên kế nhiệm. |
| Ernst Friedrich II (21 tháng 8 năm 1681 – 9 tháng 3 năm 1724) | không khung | 9 tháng 3 năm 1724 – 13 tháng 8 năm 1745 (Sophia Albertine xứ Erbach-Erbach nhiếp chính giai đoạn 1724 – 1728') | Sachsen- Hildburghausen (Nhánh Ernst)                                                                      | Caroline xứ Erbach -Fürstenau 19 tháng 6 năm 1726 4 người con | |
| Georg Albrecht (19 tháng 4 năm 1695 – 12 tháng 6 năm 1739) | không khung | 16 tháng 2 năm 1728 – 12 tháng 6 năm 1739 | Sachsen -Weißenfels -Barby (Nhánh Albrecht)                                                                | Auguste Luise xứ Württemberg-Oels 18 tháng 2 năm 1721 Không có con | Mất mà không có con nối dõi, sau đó vùng đất ông cai trị sát nhập vào xứ Sachsen-Weißenfels. |
| Công quốc Sachsen-Weißenfels-Barby sát nhập vào Công quốc Sachsen-Weißenfels. |             | | | | |
| Wilhelm Heinrich (10 tháng 11 năm 1691 – 26 tháng 7 năm 1741) | không khung | 14 tháng 1 năm 1729 – 26 tháng 7 năm 1741 | Sachsen -Eisenach (Nhánh Ernst)                                                                            | Albertine Juliane xứ Nassau-Idstein 18 tháng 2 năm 1721 Không có con Anna Sophie Charlotte xứ Brandenburg-Schwedt 3 tháng 6 năm 1723 Không có con | Mất mà không có con nối dõi, sau đó vùng đất ông cai trị sát nhập vào xứ Sachsen-Weimar. |
| Công quốc Sachsen-Eisenach sát nhập cùng với Công quốc Sachsen-Weimar để thành lập nên Công quốc Sachsen-Weimar-Eisenach. |             | | | | |
| Ernst August I (19 tháng 4 năm 1688 – 19 tháng 1 năm 1748) | không khung | 26 tháng 8 năm 1728 – 26 tháng 7 năm 1741 | Sachsen -Weimar (Nhánh Ernst)                                                                              | Eleonore Wilhelmine xứ Anhalt-Köthen 2 tháng 11 năm 1683 8 người con Sophie Charlotte xứ Brandenburg -Bayreuth 7 tháng 4 năm 1734 4 người con | Con Johann Ernst III. Tái thống nhất các Công quốc Sachsen -Weimar và Sachsen -Eisenach dưới thời kỳ cai trị của ông. |
| Ernst August I (19 tháng 4 năm 1688 – 19 tháng 1 năm 1748) | không khung | 26 tháng 7 năm 1741 – 19 tháng 1 năm 1748 | Sachsen -Weimar -Eisenach (Nhánh Ernst)                                                                    | Eleonore Wilhelmine xứ Anhalt-Köthen 2 tháng 11 năm 1683 8 người con Sophie Charlotte xứ Brandenburg -Bayreuth 7 tháng 4 năm 1734 4 người con | Con Johann Ernst III. Tái thống nhất các Công quốc Sachsen -Weimar và Sachsen -Eisenach dưới thời kỳ cai trị của ông. |
| Christian Ernst (18 tháng 8 năm 1683 – 4 tháng 9 năm 1745) | không khung | 17 tháng 2 năm 1729 – 4 tháng 9 năm 1745 | Sachsen -Coburg -Saalfeld (Nhánh Ernst)                                                                    | Christiane Friederike xứ Koß (Quý tiện kết hôn) 18 tháng 8 năm 1724 Không có con | Mất mà không có con nối dõi. Em trai ông là Franz Josias lên kế nhiệm. |
| Karl Friedrich (18 tháng 3 năm 1712 – 28 tháng 3 năm 1743) | không khung | 24 tháng 2 năm 1729 – 28 tháng 3 năm 1743 | Sachsen -Meiningen (Nhánh Ernst)                                                                           | Không kết hôn | Em trai Ernst Ludwig II. Mất mà không có con nối dõi. Chú của ông là Friedrich Wilhelm IV lên kế nhiệm. |
| Friedrich III (14 tháng 4 năm 1699 – 10 tháng 3 năm 1772) | không khung | 23 tháng 3 năm 1732 – 10 tháng 3 năm 1772 | Sachsen-Gotha -Altenburg (Nhánh Ernst)                                                                     | Luise Dorothea xứ Sachsen-Meiningen 17 tháng 9 năm 1729 9 người con | Tham gia nhiếp chính cho Công tước Ernst August II Konstantin, xứ Sachsen-Weimar -Eisenach. |
| Friedrich August II Mập (12 tháng 5 năm 1670 – 1 tháng 2 năm 1733) | không khung | 1 tháng 2 năm 1733 – 5 tháng 10 năm 1763 | Tuyển hầu quốc Sachsen (Nhánh Albrecht)                                                                    | Maria Josepha của Áo 20 tháng 8 năm 1719 16 người con | Con Friedrich August II. Cải đạo sang Công giáo năm 1712. Vua Ba Lan giai đoạn 1734–1763. |
| Johann Adolf II (4 tháng 9 năm 1685 – 16 tháng 5 năm 1746) | không khung | 28 tháng 6 năm 1736 – 16 tháng 5 năm 1746 | Sachsen -Weißenfels -Querfurt (Nhánh Albrecht)                                                             | Johannetta Antoinetta Juliana xứ Sachsen -Eisenach 9 tháng 5 năm 1721 1 người con Fredericka xứ Sachsen-Gotha -Altenburg 27 tháng 11 năm 1734 5 người con | Mất mà không có con nối dõi, sau đó vùng đất ông cai trị sát nhập vào Tuyển hầu quốc Sachsen. |
| Sachsen-Weißenfels-Querfurt sát nhập vào Tuyển hầu quốc Sachsen. |             | | | | |
| Friedrich Wilhelm IV (16 tháng 2 năm 1679 – 10 tháng 3 năm 1746) | không khung | 28 tháng 3 năm 1743 – 10 tháng 3 năm 1746 | Sachsen -Meiningen (Nhánh Ernst)                                                                           | Không kết hôn | Em trai Ernst Ludwig I. Mất mà không có con nối dõi. Em trai cùng cùng cha khác mẹ của ông là Anton Ulrich lên kế nhiệm. |
| Ernst Friedrich III (10 tháng 6 năm 1727 – 23 tháng 9 năm 1780) | không khung | 13 tháng 8 năm 1745 – 23 tháng 9 năm 1780 (Caroline xứ Erbach-Fürstenau nhiếp chính giai đoạn 1745 – 1748) | Sachsen- Hildburghausen (Nhánh Ernst)                                                                      | Louise của Đan Mạch 1 tháng 10 năm 1749 1 người con Christiane Sophie Charlotte xứ Brandenburg -Kulmbach 20 tháng 1 năm 1757 1 người con Ernestine Auguste Sophie xứ Sachsen -Weimar-Eisenach 1 tháng 7 năm 1758 3 người con                                                                                 | |
| Franz Josias (25 tháng 9 năm 1697 – 16 tháng 9 năm 1764) | không khung | 4 tháng 9 năm 1745 – 16 tháng 9 năm 1764 | Sachsen -Coburg -Saalfeld (Nhánh Ernst)                                                                    | Anna Sophia xứ Schwarzburg- Rudolstadt 2 tháng 1 năm 1723 8 người con | Em trai Christian Ernst. Nhiếp chính cho Công tước Ernst August II xứ Sachsen-Weimar -Eisenach. |
| Anton Ulrich (22 tháng 10 năm 1687 – 27 tháng 1 năm 1763) | không khung | 10 tháng 3 năm 1746 – 27 tháng 1 năm 1763 | Sachsen -Meiningen (Nhánh Ernst)                                                                           | Philippine Elisabeth Cäsar (Quý tiện kết hôn) Tháng 1 năm 1711 10 người con Charlotte Amalie xứ Hessen-Philippsthal 26 tháng 9 năm 1750 8 người con | |
| Ernst August II (2 tháng 6 năm 1737 – 28 tháng 5 năm 1758) | không khung | 19 tháng 1 năm 1748 – 28 tháng 5 năm 1758 (Franz Josias, Công tước xứ Sachsen-Coburg-Saalfeld nhiếp chính giai đoạn 1748 – 1758) | Sachsen -Weimar -Eisenach (Nhánh Ernst)                                                                    | Anna Amalia xứ Braunschweig -Wolfenbüttel 16 tháng 3 năm 1756 2 người con | |
| Carl August (3 tháng 9 năm 1757 – 14 tháng 6 năm 1828) | không khung | 28 tháng 5 năm 1758 – 14 tháng 6 năm 1828 (Anna Amalia xứ Braunschweig-Wolfenbüttel nhiếp chính giai đoạn 1748 – 1758) | Sachsen -Weimar -Eisenach (Nhánh Ernst)                                                                    | Luise xứ Hessen -Darmstadt 3 tháng 10 năm 1775 7 người con | Năm 1815, ông được hoàng đế nâng tước vị từ Công tước thành Đại Công tước; do đó xứ Sachsen-Weimar -Eisenach cũng từ Công quốc trở thành Đại Công quốc. |
| Friedrich Christian (5 tháng 9 năm 1722 – 17 tháng 12 năm 1763) | không khung | 5 tháng 10 – 17 tháng 12 năm 1763 | Tuyển hầu quốc Sachsen (Nhánh Albrecht)                                                                    | Maria Antonia xứ Bayern 13 tháng 6 năm 1747 (Kết hôn uỷ nhiệm) 20 tháng 6 năm 1747 (Kết hôn trực tiếp) 9 người con | Con Friedrich August II. Cải đạo sang Công giáo. |
| Karl Wilhelm (19 tháng 11 năm 1754 – 21 tháng 7 năm 1782) | không khung | 27 tháng 1 năm 1763 – 21 tháng 7 năm 1782 | Sachsen -Meiningen (Nhánh Ernst)                                                                           | Luise xứ Stolberg -Gedern 5 tháng 6 năm 1780 8 người con | Mất mà không có con nối dõi. Em trai của ông là Georg I lên kế nhiệm. |
| Friedrich August III Công bằng (23 tháng 12 năm 1750 – 5 tháng 5 năm 1827) | không khung | 17 tháng 12 năm 1763 – 20 tháng 12 năm 1806 (Maria Antonia xứ Bayern nhiếp chính giai đoạn 1763 – 1768) | Tuyển hầu quốc Sachsen (Nhánh Albrecht)                                                                    | Amalie xứ Zweibrücken -Birkenfeld 17 tháng 1 năm 1769 (Kết hôn uỷ nhiệm) 29 tháng 1 năm 1769 (Kết hôn trực tiếp) 4 người con | Con Friedrich Christian. Tuyển hầu quốc Sachsen bị giải thể sau sự sụp đổ của Đế quốc La Mã Thần thánh năm 1806. Sau đó ông trở vị vua đầu tiên của Vương quốc Sachsen. |
| Năm 1806 xứ Sachsen từ một Tuyển hầu quốc trở thành một Vương quốc. Danh sách dưới đây tiếp tục với các Công quốc xứ Sachsen còn tồn tại cho đến năm 1918. Còn danh sách riêng của các vị vua Sachsen sẽ được trình bày ngay phía dưới.                                               |             | | | | |
| Ernst Friedrich (8 tháng 3 năm 1724 – 8 tháng 9 năm 1800) | không khung | 16 tháng 9 năm 1764 – 8 tháng 9 năm 1800 | Sachsen -Coburg -Saalfeld (Nhánh Ernst)                                                                    | Sophie Antoinette xứ Braunschweig -Wolfenbüttel 23 tháng 4 năm 1749 7 người con | |
| Ernst II (30 tháng 1 năm 1745 – 20 tháng 4 năm 1804) | không khung | 10 tháng 3 năm 1772 – 20 tháng 4 năm 1804 | Sachsen-Gotha -Altenburg (Nhánh Ernst)                                                                     | Charlotte xứ Sachsen-Meiningen 21 tháng 3 năm 1769 4 người con | |
| Georg I (4 tháng 2 năm 1761 – 24 tháng 12 năm 1803) | không khung | 21 tháng 7 năm 1782 – 24 tháng 12 năm 1803 | Sachsen -Meiningen (Nhánh Ernst)                                                                           | Louise Eleonore xứ Hohenlohe -Langenburg 27 tháng 11 năm 1782 4 người con | |
| Franz (15 tháng 7 năm 1750 – 9 tháng 12 năm 1806) | không khung | 8 tháng 9 năm 1800 – 9 tháng 12 năm 1806 | Sachsen -Coburg -Saalfeld (Nhánh Ernst)                                                                    | Sophie xứ Sachsen -Hildburghausen 6 tháng 3 năm 1776 Không có con Auguste Reuß xứ Ebersdorf 13 tháng 6 năm 1777 10 người con | |
| Bernhard II (17 tháng 12 năm 1800 – 3 tháng 12 năm 1882) | không khung | 24 tháng 12 năm 1803 – 3 tháng 12 năm 1882 (Louise Eleonore xứ Hohenlohe-Langenburg nhiếp chính giai đoạn 1803 – 1821) | Sachsen -Meiningen (Nhánh Ernst)                                                                           | Marie Friederike xứ Hessen-Kassel 23 tháng 3 năm 1825 2 người con | |
| August (23 tháng 11 năm 1772 – 17 tháng 5 năm 1822) | không khung | 20 tháng 4 năm 1804 – 17 tháng 5 năm 1822 | Sachsen-Gotha -Altenburg (Nhánh Ernst)                                                                     | Luise Charlotte xứ Mecklenburg -Schwerin 21 tháng 10 năm 1797 1 người con Karoline Amalie xứ Hessen-Kassel 24 tháng 4 năm 1802 Không có con | Mất mà không có con nối dõi. Em trai của ông là Friedrich lên kế nhiệm. |
| Ernst I (2 tháng 1 năm 1784 – 29 tháng 1 năm 1844) | không khung | 9 tháng 12 năm 1806 – 29 tháng 1 năm 1844 | Sachsen -Coburg -Saalfeld (Nhánh Ernst) (1800 – 1826) Sachsen -Coburg và Gotha (Nhánh Ernst) (1826 trở đi) | Luise xứ Sachsen -Gotha-Altenburg 3 tháng 7 năm 1817 2 người con Marie xứ Württemberg 23 tháng 12 năm 1832 Không có con | Thừa hưởng xứ Gotha từ Friedrich IV nhưng bị buộc phải nhượng xứ Saafeld cho Công quốc Sachsen -Meiningen. Công quốc theo đó đổi tên thành Sachsen-Coburg và Gotha. |
| Friedrich IV (28 tháng 11 năm 1774 – 11 tháng 2 năm 1825) | không khung | 17 tháng 5 năm 1822 – 11 tháng 2 năm 1825 | Sachsen-Gotha -Altenburg (Nhánh Ernst)                                                                     | Không kết hôn | Con của August. Mất mà không có con nối dõi, sau đó đất của ông bị chia xẻ giữa các Công quốc Sachsen -Coburg-Saalfeld và Sachsen- Hildburghausen. |
| Công quốc Sachsen-Gotha-Altenburg bị phân chia bởi các Công quốc Sachsen-Coburg-Saalfeld và Sachsen-Hildburghausen. |             | | | | |
| Friedrich (29 tháng 4 năm 1763 – 29 tháng 9 năm 1834) | không khung | 23 tháng 9 năm 1780 – 29 tháng 9 năm 1834 (Joseph Friedrich xứ Sachsen-Hildburghausen nhiếp chính giai đoạn 1780 – 1787) | Sachsen- Hildburghausen (Nhánh Ernst) (1787 – 1826) Sachsen -Altenburg (Nhánh Ernst) (1826 trở đi)         | Charlotte Georgine xứ Mecklenburg -Strelitz 3 tháng 9 năm 1785 12 người con | Nhận xứ Altenburg từ Friedrich IV và sát nhập vùng lãnh thổ này vào xứ Hildburghausen. Tuy nhiên, ông lại đổi tên công quốc từ Hildburghausen thành Altenburg. |
| Karl Friedrich (2 tháng 2 năm 1783 – 8 tháng 7 năm 1853) | không khung | 14 tháng 6 năm 1828 – 8 tháng 7 năm 1853 | Sachsen -Weimar -Eisenach (Nhánh Ernst)                                                                    | Maria Pavlovna của Nga 3 tháng 8 năm 1804 4 người con | |
| Joseph (27 tháng 8 năm 1789 – 25 tháng 11 năm 1868) | không khung | 29 tháng 9 năm 1834 – 28 tháng 11 năm 1848 | Sachsen -Altenburg (Nhánh Ernst)                                                                           | Amalie xứ Württemberg 24 tháng 4 năm 1817 6 người con | Bị buộc phải từ nhiệm năm 1848 trong một cuộc cách mạng nổ ra trong nước với lý do là vì sự bảo thủ của ông. Mất mà không có con trai nối dõi; do đó em trai ông là Georg lên kế nhiệm |
| Ernst II (21 tháng 6 năm 1818 – 22 tháng 8 năm 1893) | không khung | 29 tháng 1 năm 1844 – 22 tháng 8 năm 1893 | Sachsen -Coburg và Gotha (Nhánh Ernst)                                                                     | Alexandrine xứ Baden 13 tháng 5 năm 1842 6 người con | Mất mà không có con nối dõi. Cháu trai của ông là Alfred lên kế nhiệm. |
| Georg (24 tháng 7 năm 1796 – 3 tháng 8 năm 1853) | không khung | 28 tháng 11 năm 1848 – 3 tháng 8 năm 1853 | Sachsen -Altenburg (Nhánh Ernst)                                                                           | Marie Louise xứ Mecklenburg -Schwerin 7 tháng 10 năm 1825 3 người con | |
| Carl Alexander (24 tháng 6 năm 1818 – 5 tháng 1 năm 1901) | không khung | 8 tháng 7 năm 1853 – 5 tháng 1 năm 1901 | Sachsen -Weimar -Eisenach (Nhánh Ernst)                                                                    | Sophie của Hà Lan 8 tháng 10 năm 1842 4 người con | |
| Ernst I (16 tháng 9 năm 1826 – 7 tháng 2 năm 1908) | không khung | 3 tháng 8 năm 1853 – 7 tháng 2 năm 1908 | Sachsen -Altenburg (Nhánh Ernst)                                                                           | Agnes xứ Anhalt -Dessau 28 tháng 4 năm 1853 2 người con | Mất mà không có con nối dõi. Cháu trai của ông là Ernst II lên kế nhiệm. |
| Georg II (2 tháng 4 năm 1826 – 25 tháng 6 năm 1914) | không khung | 3 tháng 12 năm 1882 – 25 tháng 6 năm 1914 | Sachsen -Meiningen (Nhánh Ernst)                                                                           | Charlotte của Phổ 18 tháng 5 năm 1850 4 người con Feodora xứ Hohenlohe- Langenburg 23 tháng 10 năm 1858 3 người con Ellen Franz (Quý tiện kết hôn) 18 tháng 3 năm 1873 Không có con | |
| Alfred (6 tháng 8 năm 1844 – 30 tháng 7 năm 1900) | không khung | 22 tháng 8 năm 1893 – 30 tháng 7 năm 1900 | Sachsen -Coburg và Gotha (Nhánh Ernst)                                                                     | Mariya Aleksandrovna của Nga 23 tháng 1 năm 1874 6 người con | Con của Albrecht xứ Sachsen -Coburg và Gotha với Victoria của Anh. |
| Carl Eduard (19 tháng 7 năm 1884 – 6 tháng 3 năm 1954) | không khung | 30 tháng 7 năm 1900 – 14 tháng 11 năm 1918 | Sachsen -Coburg và Gotha (Nhánh Ernst)                                                                     | Viktoria Adelheid xứ Schleswig-Holstein 11 tháng 10 năm 1905 5 người con | Con của Vương tử Leopold, Công tước xứ Albany. Cháu trai Alfred. Chế độ quân chủ bị bãi bỏ năm 1918. |
| Wilhelm Ernst (10 tháng 6 năm 1876 – 24 tháng 4 năm 1923) | không khung | 5 tháng 1 năm 1901 – 9 tháng 11 năm 1918 | Sachsen -Weimar -Eisenach (Nhánh Ernst)                                                                    | Caroline Reuß xứ Greiz 30 tháng 4 năm 1903 Không có con Feodora Karola xứ Sachsen -Meiningen 14 tháng 1 năm 1910 4 người con | Cháu trai của Carl Alexander, tức là con của Karl August, Trữ quân Công tước xứ Sachsen-Weimar -Eisenach. Chế độ quân chủ bị bãi bỏ năm 1918. |
| Ernst II (31 tháng 8 năm 1871 – 22 tháng 3 năm 1955) | không khung | 7 tháng 2 năm 1908 – 13 tháng 11 năm 1918 | Sachsen -Altenburg (Nhánh Ernst)                                                                           | Adelheid xứ Schaumburg-Lippe 17 tháng 2 năm 1898 (Ly hôn năm 1920) 4 người con Marie Triebel (Quý tiện kết hôn) 15 tháng 7 năm 1934 Không có con | Cháu trai của Georg III, tức con trai của Thân vương Moritz xứ Sachsen-Altenburg. Chế độ quân chủ bị bãi bỏ năm 1918. |
| Bernhard III (1 tháng 4 năm 1851 – 16 tháng 1 năm 1928) | không khung | 25 tháng 6 năm 1914 – 10 tháng 11 năm 1918 | Sachsen -Meiningen (Nhánh Ernst)                                                                           | Charlotte của Phổ 18 tháng 2 năm 1878 2 người con | Chế độ quân chủ bị bãi bỏ năm 1918. |

## Vương quốc Sachsen
Đế quốc La Mã Thần thánh giải thể năm 1806. Tuyển hầu quốc Sachsen, đồng minh của Napoleon I, thúc đẩy nhanh hơn sự giải thể này bằng cách trở thành người cai trị của Vương quốc Sachsen độc lập được vào cùng trong năm này 
| Tên (Sinh – mất)                                                         | Chân dung   | Thời gian cai trị                           | Hôn nhân | Ghi chú |
| ------------------------------------------------------------------------ | ----------- | ------------------------------------------- | --- | --- |
| Friedrich August I Công bằng (23 tháng 12 năm 1750 – 5 tháng 5 năm 1827) | không khung | 20 tháng 12 năm 1806 – 5 tháng 5 năm 1827   | Amalie xứ Zweibrücken -Birkenfeld 17 tháng 1 năm 1769 (Kết hôn uỷ nhiệm) 29 tháng 1 năm 1769 (Kết hôn trực tiếp) 4 người con | Trở thành vua Sachsen đầu tiên vào năm 1806. Ông cũng là Công tước xứ Warszawa giai đoạn 1807 – 1815. Mất mà không có con nối dõi. Em trai ông là Anton lên kế nhiệm ông. (Danh sách được đánh số lại từ đầu) |
| Anton I Hiền hậu (27 tháng 12 năm 1755 – 6 tháng 6 năm 1836)             | không khung | 5 tháng 5 năm 1827 – 6 thăng 6 năm 1836     | Maria Carolina của Sardegna 29 tháng 9 năm 1781 (Kết hôn uỷ nhiệm) 24 tháng 10 năm 1769 (Kết hôn trực tiếp) Không có con Maria Theresia của Áo 8 thánh 9 năm 1787 (Kết hôn uỷ nhiệm) 18 tháng 10 năm 1787 (Kết hôn trực tiếp) 4 người con | Mất mà không có con nối dõi. Cháu trai ông là Friedrich August II lên kế nhiệm. |
| Friedrich August II (18 tháng 5 năm 1797 – 9 tháng 8 năm 1854)           | không khung | 6 tháng 6 năm 1836 – 9 tháng 8 năm 1854     | Maria Karoline của Áo 26 tháng 9 năm 1819 (Kết hôn uỷ nhiệm) 7 tháng 10 năm 1819 (Kết hôn trực tiếp) Không có con Maria Anna của Bayern 24 tháng 4 năm 1833 Không có con                                                                  | Con của Maximilian, Vương thái tử xứ Sachsen. Mất mà không có con nối dõi. Em trai ông là Johann lên kế nhiệm.                                                                                                |
| Johann I (12 tháng 12 năm 1801 – 29 tháng 10 năm 1873)                   | không khung | 9 tháng 8 năm 1854 – 29 tháng 10 năm 1873   | Amalie Auguste của Bayern 10 tháng 11 năm 1822 (Kết hôn uỷ nhiệm) 21 tháng 11 năm 1822 (Kết hôn trực tiếp) 9 người con | Trở thành vị vua phụ thuộc của Đế quốc Đức sau sự kiện thống nhất Đức năm 1871. |
| Albert I Tốt bụng (23 tháng 4 năm 1828 – 19 tháng 6 năm 1902)            | không khung | 29 tháng 10 năm 1873 – 19 tháng 6 năm 1902  | Carola von Wasa 18 tháng 6 năm 1853 Không có con | |
| Georg I (8 tháng 8 năm 1832 – 15 tháng 10 năm 1904)                      | không khung | 19 tháng 6 năm 1902 – 15 tháng 10 năm 1904  | Maria Ana của Bồ Đào Nha 11 tháng 5 năm 1859 8 người con | |
| Friedrich August III (25 tháng 5 năm 1865 – 18 tháng 2 năm 1932)         | không khung | 15 tháng 10 năm 1904 – 13 tháng 11 năm 1918 | Luise của Áo 21 tháng 11 năm 1891 (Li dị năm 1903 sau một sắc lệnh hoàng gia khi bà này trốn khỏi tòa) 7 người con | Thoái vị sau cuộc cách mạng Đức 1918–1919. |

## Người đứng đầu nhà Wettin (từ năm 1918)
| Tên (Sinh – mất)                                                               | Chân dung   | Thời gian cai trị                                             | Kết hôn |
| ------------------------------------------------------------------------------ | ----------- | ------------------------------------------------------------- | --- |
| Vua Friedrich August III (25 tháng 5 năm 1865 – 18 tháng 2 năm 1932)           | không khung | 13 tháng 11 năm 1918 – 18 tháng 2 năm 1932                    | Luise của Áo 21 tháng 11 năm 1891 (Li dị năm 1903 sau một Sắc lệnh hoàng gia khi bà này trốn không ra tòa) 7 người con                                                           |
| Phiên hầu tước Friedrich Christian (31 tháng 12 năm 1893 – 9 tháng 8 năm 1968) | không khung | 18 tháng 2 năm 1932 – 9 tháng 8 năm 1968                      | không khung · Elisabeth Helene nhà · Thurn và Taxis · 16 tháng 6 năm 1923 · 5 người con                                                                                          |
| Phiên hầu tước Maria Emanuel (31 tháng 1 năm 1926 – 23 tháng 7 năm 2012)       |             | 9 tháng 8 năm 1968 – 23 tháng 7 năm 2012                      | Anastasia xứ Anhalt 22 tháng 6 năm 1962 Không có con |
| Phiên hầu tước Albert (30 tháng 11 năm 1934 – 6 tháng 10 năm 2012)             | không khung | 23 tháng 7 – 6 tháng 10 năm 2012 (Tranh chấp)                 | Elmira Henke 22 tháng 6 năm 1962 Không có con |
| Phiên hầu tước Alexander (sinh 12 tháng 2 năm 1954)                            | không khung | 23 tháng 7 năm 2012 – nay (Tranh chấp)                        | Vương nữ Gisela xứ Bayern 3 tháng 4 năm 1987 (Kết hôn dân sự) 29 tháng 8 năm 1987 (Kết hôn tôn giáo) 4 người con                                                                 |
| Phiên hầu tước Rüdiger (sinh 12 tháng 2 năm 1954)                              |             | 6 tháng 10 năm 2012 – nay (Tranh chấp)                        | Astrid Linke 14 tháng 6 năm 1974 3 người con Diana Dorndorf Tháng 1 năm 2004 (Li dị năm 2005) Không có con                                                                       |
| Thân vương Michael xứ Sachsen-Weimar-Eisenach (sinh 15 tháng 11 năm 1946)      |             | 2012 – nay (Tranh chấp, là trưởng nam nhà Wettin từ năm 1988) | Renate Henkel 9 tháng 6 năm 1970 (Kết hôn dân sự) 4 tháng 7 năm 1970 (Kết hôn tôn giáo) (Li dị 9 tháng 3 năm 1974) Không có con Dagmar Hennings 15 tháng 11 năm 1980 1 người con |